# Verklista för Ludwig van Beethoven

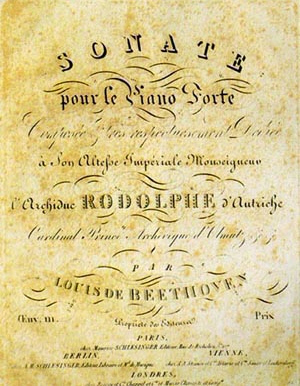
Sonata Op.111, titelsida

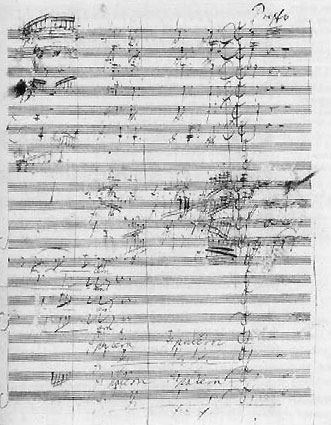
Missa Solemnis, handskrift

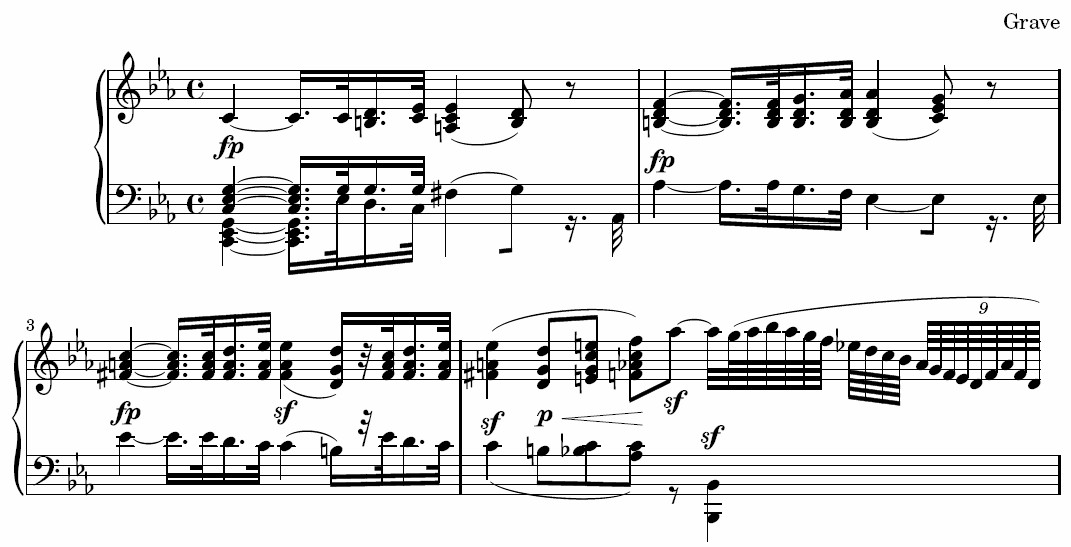
Inledningen av Pathétique-sonaten, opus 13

Beethovens verkförteckning är inte en enhetlig förteckning. Flera har gett ut förteckningar över Beethovens verk, mer eller mindre kompletta.

## Verkförteckningar och utgåvor

### Utgivna verkförteckningar
Standardverket var första utgåvan av Georg Kinskys och Hans Halms Das Werk Beethovens (München & Duisburg, 1955), vilket ger en tematisk förteckning över alla verk med opus-tal, följt av en förteckning över verk utan opus-tal, så kallade WoO (Werk ohne Opuszahl). 
Att ett Beethovenverk saknar opustal kan dels bero på att verket publicertas först efter hans död, men åtskilliga verk publicerades också under Beethovens livstid utan att förläggaren angav något opustal.
Kinsky-Halms förteckning var dock inte komplett; två år senare utgav Willy Hess Verzeichniss der nicht in der Gesamtausgabe veröffentlichten Werke Ludwig van Beethovens, (förteckning av publicerade verk ej upptagna i den fullständiga utgåvan), (Wiesbaden, 1957). Denna förteckning innehåller dels verk med opus- eller WoO-nummer, men som av olika anledningar inte medtogs den gamla "Gesamtausgabe", dels en mängd "nya" verk eller versioner. Verk som inte finns i Kinsky/Halm brukar anges med det nummer de har i Hess förteckning.
Beethovenverk brukar således anges med antingen opus-nummer, WoO-nummer eller Hess-nummer. Man kan tycka att det vore lämpligt med en enhetlig numrering av verken, till exempel en kronologisk likt Köchel-förteckningen över Mozarts verk eller en systematisk som BWV-numreringen av Johann Sebastian Bachs verk. 1968 utgav en italiensk musikforskare, Giovanni Biamonti, en komplett kronologisk numrerad förteckning över Beethovens verk, Catalogo cronologico e tematico delle opere di Beethoven (Turin, 1968). Denna förteckning har tyvärr inte vunnit gehör i musikvärlden och hans numrering används i stort sett inte alls.
År 2014 utkom Kinsky-Halms verkförteckning i en ny utgåva: "Ludwig van Beethoven : thematisch-bibliographisches Werkverzeichnis" av Kurt Dorfmüller m.fl. Detta arbete får numera anses vara standardförteckningen över Beethovens verk. I denna förteckning behåller verk med opusnummer eller WoO-nummer dessa. Därutöver tillkommer nya WoO-nummer 206-228. Ofullbordade verk har tilldelats ett Unv-nummer, dock behåller ofullbordade verk med WoO-nummer det gamla numret. 
I nedanstående verkförteckning anges i första hand opustal eller WoO-nummer. För verk och varianter utan eget nummer anges i stället Hess-nummer, eller (om Hess-nummer saknas) Biamontis numrering. Beethoven efterlämnade ett stort antal fragment och skisser, dessa är i allmänhet ej medtagna i verkförteckningen. För en förteckning över dessa hänvisas till Hans Schmidts förteckning.

### Utgåvor av Beethovens verk
Åren 1862-1865 utkom den stora L. van Beethovens Werke: Vollständige kritisch durchgesehene überall berechtigte Ausgabe i 24 band. Ett 25:e supplementband utkom 1888. Hänvisningar till denna brukar göras under förkortningen GA, Gesamtausgabe (samlade verk) och med bandet i gemena romerska siffror och numret i bandet med arabiska siffror, till exempel GA i/5 för Symfoni nr 5.
Denna stora utgåva av Beethovens verk var inte helt komplett, utan Willy Hess kompletterade den med sin L. van Beethoven: Sämtliche Werke: Supplemente zur Gesamtausgabe (Wiesbaden, 1959-71). Denna brukar förkortas HS.
1961 började dessutom en ny utgåva av samtliga verk ges ut, L. van Beethoven: Werke: Neue Ausgabe sämtlicher Werke, av bland andra J. Schmidt-Görg (München & Duisburg, 1961). Denna förkortas NA.

## Verkförteckning, sorterad efter genre
Årtal inom parentes är, om inget annat uppges, tillkomstår.

### Orkestermusik
Beethoven är känd för bland annat sina nio symfonier. Men han skrev även konserter samt ouvertyrer och annan musik för orkester.
| I denna artikel     |
| används tonnamnen   |
| B♭ och H.           |
| Se olika skrivsätt. |

#### Symfonier
- Opus 21: Symfoni nr 1 i C-dur (komponerad 1799-1800, uruppförd 1800)
- Opus 36: Symfoni nr 2 i D-dur (komponerad 1801-02, uruppförd 1803)
- Opus 55: Symfoni nr 3 i Ess-dur (Eroica) (komponerad 1803, uruppförd 1804)
- Opus 60: Symfoni nr 4 i B-dur (komponerad 1806, uruppförd 1807)
- Opus 67: Symfoni nr 5 i c-moll (Ödessymfonin) (komponerad 1805-08, uruppförd 1808)
- Opus 68: Symfoni nr 6 i F-dur (Pastoralsymfonin) (komponerad 1805-08, uruppförd 1808)
- Opus 92: Symfoni nr 7 i A-dur (komponerad 1811-12, uruppförd 1813)[1]
- Opus 93: Symfoni nr 8 i F-dur (komponerad 1811-12, uruppförd i urversionen 1814, slutlig version 1815-16). Urversionen av verket = Hess 1
- Opus 125: Symfoni nr 9 i d-moll (Körsymfonin) (komponerad 1817-24, uruppförd 1824)
- (WoO 1: Symfoni i C-dur ("Jena-symfonin") är numera tillskriven Friedrich Witt.)

Beethoven tros ha haft för avsikt att skriva en tionde symfoni under sitt sista levnadsår. Den engelske kompositören och musikforskaren Barry Cooper samlade 1988 vad som tros vara skisser till detta verk till en framförbar version av "Beethovens tia". År 2021 gjordes ännu ett försök att skapa en fullbordad symfoni utifrån Beethovens skisser, denna gång med hjälp av artificiell intelligens.

#### Konserter
- Opus 15: Pianokonsert nr 1 i C-dur (1795?)
- Opus 19: Pianokonsert nr 2 i B♭-dur (1798)
- Opus 37: Pianokonsert nr 3 i c-moll (1803)
- Opus 56: Trippelkonsert för violin, cello, och piano i C-dur (1803-04)
- Opus 58: Pianokonsert nr 4 i G-dur (1805-06)
- Opus 61: Violinkonsert i D-dur (1806)
- Opus 61a: Pianokonsert i D-dur (version av violinkonserten opus 61, 1807)
- Opus 73: Pianokonsert nr 5 i E♭-dur (Kejsarkonserten) (1809)
- WoO 4: Pianokonsert i Ess-dur (1784). Fragment, orkesterstämmorna ej bevarade
- WoO 5: Violinkonsert i C-dur, endast halva första satsen bevarad (1790-92)
- WoO 206=Hess 12: Oboekonsert i F-dur (fragment), (1792-93)

#### Andra verk för solist och orkester
- Opus 40: Romans för violin och orkester nr 1 i G-dur (1802)
- Opus 50: Romans för violin och orkester nr 2 i F-dur (1798)
- Opus 80: Körfantasi (Fantasi i c-moll för piano, kör, och orkester) (1808)
- WoO 6: Rondo i B♭-dur för piano och orkester, fragment (1792-93?)
- WoO 207=Hess 13: Romanza cantabile i e-moll för piano och orkester (fragment), (1786)

#### Övrig orkestermusik
- Opus 62: Coriolan, ouvertyr i c-moll (1807)
- Opus 91: Wellingtons seger (Wellingtons Sieg, "Bataljsymfonin") (1813). Urversionen (=Hess 108) skrevs för "Panharmonikum" (ett mekaniskt musikinstrument). Finns dessutom i pianoversion (= Hess 97)
- Opus 115: Zur Namensfeier, ouvertyr i C-dur("Till namnsdagen") (1815)
- WoO 2a: Triumfmarsch för orkester för Christoph Kuffners tragedi Tarpeja',' (1813)
- WoO 2b: Förspel till akt II av "Leonore", (1805)
- WoO 3: Menuett i Ess-dur (1822)
- WoO 7: Tolv menuetter (1795). Pianoversion = Hess 101
- WoO 8: Tolv tyska danser (1795). Pianoversion = Hess 100
- WoO 9: Sex menuetter för två violiner och cello (ca 1795)
- WoO 10: Sex menuetter, (ca 1795, endast bevarade i pianoversion))
- WoO 13: Tolv tyska danser (ca 1800, endast bevarade i pianoversion))
- WoO 14: Tolv kontradanser (1800-01). Pianoversion = Hess 102
- WoO 18: Marsch i F-dur för militärorkester, (1810, trion (= Hess 7) är tillagd senare). Urversion = Hess 6. Även i pianoversion (= Hess 99)
- WoO 19: Marsch i F-dur för militärorkester, (1810, trion (= Hess 9) är tillagd senare)
- WoO 20: Marsch i C-dur för militärorkester, (1809-10, trion (= Hess 8) är tillagd senare). Urversion = Hess 8
- WoO 21: Polonäs i D-dur för militärorkester, (1810)
- WoO 22: Ecossäs i D-dur för militärorkester, (1810)
- WoO 23: Ecossäs i G-dur för militärorkester, (ca 1810; originalversionen (= Hess 4) ej bevarad, endast pianoarrangemang av Carl Czerny existerar)
- WoO 24: Marsch i D-dur för militärorkester, (1816)

### Kammarmusik
Beethovens stråkkvartetter är nästan lika kända som hans symfonier. Han skrev också kammarmusik för ett flertal andra typer av ensembler, såväl pianotrior, stråktrior, och sonater för violin och cello med piano, som verk för blåsinstrument.
| I denna artikel     |
| används tonnamnen   |
| B♭ och H.           |
| Se olika skrivsätt. |

#### Stråkkvartetter

##### Tidiga
- Opus 18: Sex stråkkvartetter:
  - op 18:1: Stråkkvartett nr 1 i F-dur (1799). Urversion = Hess 32
  - op 18:2: Stråkkvartett nr 2 i G-dur (1800)
  - op 18:3: Stråkkvartett nr 3 i D-dur (1798)
  - op 18:4: Stråkkvartett nr 4 i c-moll (1801)
  - op 18:5: Stråkkvartett nr 5 i A-dur (1801)
  - op 18:6: Stråkkvartett nr 6 i B♭-dur (1801)

##### Mellersta
- Opus 59: Tre stråkkvartetter (Razumovskijkvartetterna) (1806) 
  - op 59:1: Stråkkvartett nr 7 i F-dur
  - op 59:2: Stråkkvartett nr 8 i e-moll
  - op 59:3: Stråkkvartett nr 9 i C-dur
- Opus 74: Stråkkvartett nr 10 i E♭-dur (Harpkvartetten) (1809)
- Opus 95: Stråkkvartett nr 11 i f-moll (Quartetto serioso) (1810)

##### Sena
- Opus 127: Stråkkvartett nr 12 i E♭-dur (1823-1825)
- Opus 132: Stråkkvartett nr 15 i a-moll (1824-1825)[4]
- Opus 130: Stråkkvartett nr 13 i B♭-dur (1825)
- Opus 133: Große Fuge i B♭-dur, (Stora fugan), original; finalen i Opus 130 (1825) [även i version för fyrhändigt piano som opus 134 (1826)]
- Opus 131: Stråkkvartett nr 14 i c♯-moll (1826)
- Opus 135: Stråkkvartett nr 16 i F-dur (1826)[5]

##### Övrig musik för stråkkvartett
- WoO 209=Hess 33: Menuett i Ass-dur (ca 1790)
- Hess 30: Preludium och fuga i F-dur (1794-95)
- Hess 31: Preludium och fuga i C-dur (1794-95)
- Hess 34: Stråkkvartett i F-dur (1801-02). Version av pianosonaten opus 14:1
- Biam. 100: Preludium i d-moll (fragment, ca 1795)

#### Stråkkvintetter
- Opus 4: Stråkkvintett i E♭-dur (1795). Version av oktetten op 103
- Opus 29: Stråkkvintett i C-dur (1801)
- Opus 104: Stråkkvintett i c-moll (1817). Version av pianotrion op 1:3
- Opus 137: Fuga för stråkkvintett i D-dur (1817)

| I denna artikel     |
| används tonnamnen   |
| B♭ och H.           |
| Se olika skrivsätt. |

- WoO 62: Stråkkvintett i C-dur (1826, fragment)
- Hess 40: Preludium i d-moll (1817?)

#### Pianokvartetter
- WoO 36:1: Pianokvartett i Ess-dur (1785)
- WoO 36:2: Pianokvartett i D-dur (1785)
- WoO 36:3: Pianokvartett i C-dur (1785)
- Biam. 131: Pianokvartett i Ess-dur (1796-97). Version av kvintetten opus 16

#### Trior

##### Pianotrio
- Opus 1: Tre pianotrior (1795) 
  - Pianotrio nr 1 i E♭-dur
  - Pianotrio nr 2 i G-dur
  - Pianotrio nr 3 i c-moll
- Opus 11: Pianotrio nr 4 i B♭-dur, (Gassenhauer-trion), (1797), (version med violin)
- Opus 44: Variationer över ett eget tema i Ess-dur (1792-94)
- Opus 70: Två pianotrior (1808) 
  - Pianotrio nr 5 i D-dur, (Spöktrion)
  - Pianotrio nr 6 i E♭-dur
- Opus 97: Pianotrio nr 7 i B♭-dur, (Ärkehertig-trion) (1811)
- Opus 121: Variationer i G-dur över Ich bin der Schneider Kakadu (1803)
- WoO 38: Pianotrio nr 8 i E♭-dur, (1790-91)
- WoO 39: Allegretto i B♭-dur, (1812)
- Unv 9=Hess 48: Allegretto i Ess-dur (1790-92)
- Biam. 425 Transkription för pianotrio av symfoni nr 2 i D-dur (1805)

##### Stråktrio
- Opus 3: Stråktrio nr 1 i E♭-dur (1795-96). Urversion = Hess 25
- Opus 8: Stråktrio nr 2 (Serenad) i D-dur (1797). Variant av sats 3 = Hess 28
- Opus 9: Tre stråktrior (1798) 
  - Stråktrio nr 3 i G-dur
  - Stråktrio nr 4 i D-dur
  - Stråktrio nr 5 i c-moll
- WoO 9: Sex menuetter (ca 1795)
- WoO 11: Sju ländler (1797-98). Endast bevarade i pianoversion
- WoO 15: Sex ländler (1801-02). Även i pianoversion (= Biamonti 325)
- Hess 29: Preludium och fuga i e-moll (1794-95)

#### Kammarmusik för blåsinstrument
- Opus 71: Sextett för två klarinetter, två horn, och två fagotter i E♭-dur (1796)
- Opus 87: Trio för två oboer och engelskt horn i C-dur (1795)
- Opus 103: Oktett för två oboer, två klarinetter, två horn och två fagotter i E♭-dur (1792). Även i version för stråkkvintett (= op 4)
- WoO 25: Rondino för två oboer, två klarinetter, två horn och två fagotter i Ess-dur (1793)
- WoO 26: Duo för flöjter i G-dur (1792)
- WoO 27: Tre duor för klarinett och fagott i C-dur, F-dur och (B♭-dur (äktheten ifrågasatta)
- WoO 28: Variationer för två oboer och engelskt horn i C.dur över "Là ci darem la mano", ur Don Giovanni av Mozart, (1795?)
- WoO 29: Marsch för två klarinetter, två horn och två fagotter i (B♭-dur (1798)
- WoO 30: Tre ekvaler för fyra basuner (1812)
- Hess 19: Kvintett för oboe, tre horn och fagott i Ess-dur (fragment, ca 1796)
- Hess 297: Adagio för tre horn i Ess-dur (1815)
- (Trio i G-dur för flöjter (Biam. II:64), troligen ej autentisk)

#### Verk för soloinstrument och piano

##### Violin och piano
- Opus 12: Tre Violinsonater (1798) 
  - op 12:1: Violinsonat nr 1 i D-dur
  - op 12:2: Violinsonat nr 2 i A-dur
  - op 12:3: Violinsonat nr 3 i E♭-dur
- Opus 23: Violinsonat nr 4 i a-moll (1801)
- Opus 24: Violinsonat nr 5 i F-dur, (Vårsonaten), (1801)
- Opus 30: Tre violinsonater (1803) 
  - op 30:1: Violinsonat nr 6 i A-dur
  - op 30:2: Violinsonat nr 7 i c-moll
  - op 30:3: Violinsonat nr 8 i G-dur
- Opus 47: Violinsonat nr 9 i A-dur, (Kreutzersonaten), (1803)
- Opus 96: Violinsonat nr 10 i G-dur (1812)
- WoO 40: Tolv variationer i F dur över "Se vuol' ballare", ur Le nozze di Figaro av Mozart, (1792-93)
- WoO 41: Rondo i G-dur (1793-94)
- WoO 42: Sex tyska danser (1795-96)
- Hess 46: Violinsonat i A-dur (fragment, 1783)

##### Cello och piano
- Opus 5: Två cellosonater (1796) 
  - Cellosonat nr 1 i F-dur
  - Cellosonat nr 2 i g-moll
- Opus 66: Tolv variationer i F-dur över "Ein Mädchen oder Weibchen" ur Die Zauberflöte (Trollflöjten) av Mozart, (1796)
- Opus 69: Cellosonat nr 3 i A-dur (1808)
- Opus 102: Två cellosonater (1815) 
  - Cellosonat nr 4 i C-dur
  - Cellosonat nr 5 i D-dur
- WoO 45: Tolv variationer i G-dur över "See the conquering hero comes" ur Judas Maccabaeus av Händel, (1796)
- WoO 46: Sju variationer i Ess-dur över "bei Männern welche Liebe fühlen" ur Die Zauberflöte (Trollflöjten) av Mozart, (1801)

#### Flöjt och piano
- Opus 105: Sex varierade teman för flöjt (eller violin) och piano (1817-18)

1. "The cottage maid"
2. "Von edlem Geschlecht var Schinkin"
3. "A Schüsserl und a Reindel"
4. "The last rose of summer"
5. "Put round the bright wine"
6. "English bulls"

- Opus 107: Tio varierade teman för flöjt (eller violin) och piano (1817-18)

1. "I bin a Tiroler Bua"
2. "Bonnie laddie, highland laddie"
3. Vitrysk folkvisa
4. "Saint Patrick's day"
5. "A Madl, ja a Madl"
6. "Merch Megan"
7. "Schöne Minka"
8. "O Mary at the window be"
9. "O thou art the lad of my heart"
10. "The highland watch"

- WoO Anh. 4: Flöjtsonat i B♭-dur (anonymt verk i Beethovens notsamling, osäkert om han själv är upphovsman)

##### Horn och piano
- Opus 17: Hornsonat i F-dur (1800)

#### Övrig kammarmusik
- Opus 11: Trio för piano, klarinett och cello i B♭-dur, (Gassenhauer-trion), (1797), (även i version med violin)
- Opus 16: Kvintett för piano och blåsinstrument i E♭-dur (1796)
- Opus 20: Septett för klarinett, horn, fagott, violin, viola, cello och kontrabas i E♭-dur (1799). Se även opus 38
- Opus 25: Serenad för flöjt, violin och viola i D-dur (1801)
- Opus 38: Trio för piano, klarinett och violoncell i Ess-dur (1802-03). Version av septetten, opus 20
- Opus 81b: Sextett för stråkkvartett och två horn i Ess-dur (1795?)
- WoO 32: Duo för viola och violoncell i Ess-dur (1796-97, ofullbordat verk)
- WoO 34: Allegro för två violiner i A-dur (1822)
- WoO 37: Trio för piano, flöjt och fagott i G-dur (1786)
- WoO 43:1: Sonatin i c-moll för mandolin och cembalo (1796)
- WoO 43:2: Adagio i Ess-dur för mandolin och cembalo (1796). I två versioner, den andra = Hess 44
- WoO 44:1: Sonatin i C-dur för mandolin och cembalo (1796)
- WoO 44:2: Variationer i D-dur för mandolin och cembalo (1796)

### Pianomusik, Solo
Här finns bland annat 35 sonater (varav de tre tidigaste av tradition inte ingår i numreringen). Beethovens pianomusik inkluderar såväl andra verk för solo-piano som ett flertal ensatsiga stycken, som variationer och som bagateller.
| I denna artikel     |
| används tonnamnen   |
| B♭ och H.           |
| Se olika skrivsätt. |

#### Pianosonater
- WoO 47: Tre Pianosonater (Kurfurste-sonaterna) (1783)
  - nr 1 i E♭-dur,
  - nr 2 i f-moll,
  - nr 3 i D-dur,
- Opus 2: Tre pianosonater (1796) 
  - Pianosonat nr 1 i f-moll
  - Pianosonat nr 2 i A-dur
  - Pianosonat nr 3 i C-dur
- Opus 7: Pianosonat nr 4 i E♭-dur (1797)
- Opus 10: Tre pianosonater (1798) 
  - Pianosonat nr 5 i c-moll
  - Pianosonat nr 6 i F-dur
  - Pianosonat nr 7 i D-dur
- Opus 13: Pianosonat nr 8 i c-moll, (Pathétique), (1798)
- Opus 14: Två pianosonater (1799) 
  - Pianosonat nr 9 i E-dur
  - Pianosonat nr 10 i G-dur
- Opus 22: Pianosonat nr 11 i B♭-dur (1800)
- Opus 26: Pianosonat nr 12 i A♭-dur (med Sorgmarschen) (1801)
- Opus 27: Två pianosonater (1801) 
  - Pianosonat nr 13 i E♭-dur, Sonata quasi una fantasia
  - Pianosonat nr 14 i c♯-moll, Sonata quasi una fantasia, (Månskenssonaten) 1 Adagio sostenuto (fil)
- Opus 28: Pianosonat nr 15 i D-dur, (Pastoralsonaten), (1801)
- Opus 31: Tre pianosonater (1802) 
  - Pianosonat nr 16 i G-dur
  - Pianosonat nr 17 i d-moll ("Stormen" eller "Spöksonaten")
  - Pianosonat nr 18 i E♭-dur (Jaktsonaten)
- Opus 49: Två pianosonater (1795-97) 
  - Pianosonat nr 19 i g-moll
  - Pianosonat nr 20 i G-dur
- Opus 53: Pianosonat nr 21 i C-dur (Waldsteinsonaten) (1803-04)

| I denna artikel     |
| används tonnamnen   |
| B♭ och H.           |
| Se olika skrivsätt. |

. Ursprunglig mellansats var WoO 57: Andante favori
- Opus 54: Pianosonat nr 22 i F-dur (1804)
- Opus 57: Pianosonat nr 23 i f-moll (Appassionata), (1805)
- Opus 78: Pianosonat nr 24 i F♯-dur, (A Thérèse), (1809)
- Opus 79: Pianosonat nr 25 i G-dur (Kookoo) (1809)
- Opus 81a: Pianosonat nr 26 i E♭-dur (Les adieux/Lebewohl) (1810)
- Opus 90: Pianosonat nr 27 i e-moll (1814)
- Opus 101: Pianosonat nr 28 i A-dur (1816)
- Opus 106: Pianosonat nr 29 i B♭-dur (Hammarklaversonaten) (1819)
- Opus 109: Pianosonat nr 30 i E-dur (1820)
- Opus 110: Pianosonat nr 31 i A♭-dur (1821)
- Opus 111: Pianosonat nr 32 i c-moll (1822)

#### Variationer
- Opus 34: Sex variationer i F-dur över ett originaltema (1802)
- Opus 35: Femton variationer och fuga i Ess-dur över ett eget tema (Eroica-variationerna), (1802). Temat kom ursprungligen från "Prometheus"-baletten opus 43 och förekommer även i symfoni nr 3, opus 55 och i kontradanserna WoO 14
- Opus 76: Sex variationer i D-dur över ett originaltema (1809)
- Opus 120: Trettiotre variationer i C-dur över en vals av Anton Diabelli (Diabelli-variationerna), (1823)
- WoO 63: Nio variationer i c-moll över ett tema av E. Chr. Dressler (1782)
- WoO 64: Sex variationer i C-dur över den schweiziska folkvisan "Ich hätt e' Buur e' Töchterli" (för piano eller harpa, 1790)
- WoO 65: Tjugofyra variationer i D-dur över Vincenzio Righinis aria Venni Amore, (1801)
- WoO 66: Tretton variationer i A-dur över arian Es war einmal ein alter Mann från Carl Ditter von Dittersdorfs opera Das rote Käppchen, (1792)
- WoO 68: Tolv variationer i C-dur över Menuet a la Vigano från Jakob Haibels balett Le nozze disturbate, (1795)
- WoO 69: Nio variationer i A-dur över Quant'e piu bello från Giovanni Paisiellos opera La Molinara, (1795)
- WoO 70: Sex variationer i G-dur över Nel cor piu non mi sento från Giovanni Paisiellos opera La Molinara, (1795)
- WoO 71: Tolv variationer i A-dur över en rysk dans från Paul Wranitzkys balett Das Waldmädchen, (1796)
- WoO 72: Åtta variationer i C-dur över Une fièvre brûlante från André-Ernest-Modeste Grétrys opera Richard Coeur de lion (Rikard Lejonhjärta), (796-97)
- WoO 73: Tio variationer i B♭-dur över La stessa, la stessissima från Antonio Salieris opera Falstaff, (1799)
- WoO 75: Sju variationer i F-dur över Kind, willst du ruhig schlafen från Peter Winters opera Das unterbrochene Opferfest, (1799)
- WoO 76: Åtta variationer i F-dur över Tändeln und scherzen från Franz Xaver Süssmayrs opera Soliman II, (1799)
- WoO 77: Sex variationer i G-dur över ett originaltema, (1800)
- WoO 78: Sju variationer i C-dur över God Save the King, (1803)
- WoO 79: Fem variationer i D-dur över Rule Britannia av Thomas Augustine Arne, (1803)
- WoO 80: Trettiotvå variationer över ett originaltema i c-moll (1806)
- WoO Anh 10: Åtta variationer över "Ich hab' ein kleines Hüttchen nur" i B-dur (äktheten ifrågasatt)
- Hess 72: Tema och variation i A-dur (ca 1803, ofullbordat verk)

#### Pianostycken
- Opus 33: Sju bagateller (1802)
- Opus 39: Två preludier i C-dur (1789-1803)
- Opus 51: Två rondon

1. Rondo i C-dur (1796-97)
2. Rondo i G-dur (1798-1800)

- Opus 77: Fantasi i g-moll (1809)
- Opus 89: Polonäs i C-dur (1814)
- Opus 119: Elva bagateller (1822)[6]. En tolfte bagatell är troligtvis av Diabelli
- Opus 126: Sex bagateller (1823). Nr 2 finns i två versioner
- Opus 129: Rondo i G-dur (1795)
- WoO 48: Rondo i C-dur, (1783)
- WoO 49: Rondo i A-dur, (1783)
- WoO 50: Sonatin i F-dur (1788-90)
- WoO 51: Pianosonat i C-dur (1791-92, fragment, fullbordat av Ferdinand Ries)
- WoO 52: Presto (bagatell) i c-moll (1797)
- WoO 53: Allegretto i c-moll (1796-98)
- WoO 54: Bagatell ("Lustig-traurig") i C-dur (1790)
- WoO 55: Preludium i f-moll (1787-1803)
- WoO 56: Allegretto (bagatell) i C-dur (1804, rev. 1822)
- WoO 57: Andante Favori, i F-dur, ursprungliga mellansatsen till pianosonaten opus 53, (Waldsteinsonaten), (1803-04)
- WoO 58: Kadenser till första och tredje satserna i Mozarts pianokonsert i d-moll (K. 466), (1802-05)
- WoO 59: Bagatell i a-moll, Für Elise (1810, omarbetad 1822)
- WoO 60: Bagatell i B♭-dur (1818)
- WoO 61: Allegretto i h-moll (1821)
- WoO 61a: Allegretto quasi andante i g-moll (1825)
- WoO 81: Tysk dans i A-dur (två versioner, ca 1800)
- WoO 82: Menuett i Ass-dur (1803?)
- WoO 83: Sex ecossäser (ca 1806)
- WoO 84: Vals i Ess-dur (1824)
- WoO 85: Vals i D-dur (1825)
- WoO 86: Ecossäs i Ess-dur (1825)
- WoO 211: Andante i C-dur (1790-92?)
- WoO 212=Hess 61: Angläs i D-dur för piano (1792-93?)
- WoO 213: Fyra bagateller för piano (ca 1800)
  - =Biam. 283: Andante i Dess-dur
  - =Biam. 282: Pianostycke i G-dur
  - =Biam. 284:2: Allegro i G-dur
  - =Biam. 275: Rondo i A-dur
- WoO 214: Allegretto i c-moll (1796-97)
- WoO 215: Fuga i C-dur (1795)
- WoO 216: Två bagateller (1800)
  - Bagatell i C-dur
  - Bagatell i Ess-dur
- WoO 217: Menuett i F-dur (ca 1794)
- WoO 218: Menuett i C-dur (1795)
- WoO 219: Ländler/vals i c-moll (1803)
- Anh. 5: Två sonatiner i G-dur och F-dur (äktheten ifrågasatt)
- Hess 57: Bagatell i C-dur (fragment, 1823)
- Hess 58: Pianoövning i B♭-dur (1792-93?)
- Hess 59: Pianoövning i C-dur (1792-93?)
- Hess 63: Kaplied (1788-90)
- Hess 65: Pianostycke i C-dur (pianotranskription av slutet av pianokonserten opus 37, 1820-21)
- Hess 66: Allegretto i c-moll (variant av WoO 53, 1796-98)
- Hess 67: Två tyska danser (fragment, 1811-12)
- Hess 77: Kadens till första satsen av pianokonsert nr 1 (1809)
- Hess 78: Kadens till andra satsen av pianokonsert nr 1 (1809)
- Hess 87: Marsch i B♭-dur (pianoversion av WoO 29, 1807. Två versioner, äktheten av version 2 ifrågasatt)
- Hess 88: Menuett i Ass-dur (variant av WoO 209, ca 1790)
- Hess 89: Ritterbalett (pianotranskription av WoO 1. 1790-91)
- Hess 90: Die Geschöpfe des Prometeus (pianoversion av opus 43, 1800-01)
- Hess 96: Symfoni i A-dur (pianotranskription av opus 92, fragment (1815-16)
- Hess 97: Wellingtons Sieg (pianoversion av opus 91, 1814)
- Hess 99: Marsch i F-dur (pianoversion av WoO 18, ca 1809)
- Hess 100: Tolv tyska danser (pianoversion av WoO 8, 1795)
- Hess 101: Tolv menuetter (pianoversion av WoO 7, 1795)
- Hess 102: Nio kontradanser (pianoversion av WoO 14, 1800-02)
- Hess 190: Irländsk folkvisa utan text (ca 1816)
- Biam. 325: Sex ländler (pianoversion av WoO 15, 1802-09)
- Biam. 506: Tre kadenser till första satsen av pianokonsert nr 1 (ca 1809)
- Biam. 507: Kadens till första satsen av pianokonsert nr 1 (ca 1809)
- Biam. 508: Kadens till första satsen av pianokonsert nr 3 (ca 1809)
- Biam. 509: Tre kadenser till första, första respektive tredje satsen av pianokonsert nr 4 (ca 1809)
- Biam. 510: Tre kadenser till första, andra respektive tredje satsen av pianokonsert nr 4 (ca 1809)
- Biam. 511: Två kadenser till första respektive tredje satsen av pianoversionen av violinkonserten opus 61 (med puksolo i nr 1, ca 1809)
- Biam. 512: Två kadenser till tredje satsen av pianoversionen av violinkonserten opus 61 (ca 1809)
- -: Kadens till tredje satsen av pianokonsert nr 1 (ca 1809)

#### Piano fyra händer
- Opus 6: Sonat i D-dur (1796-97)
- Opus 45: Tre marscher i C-dur, Ess-dur och D-dur (1802-03)
- Opus 134: "Grosse Fuge", version för piano fyra händer, (1826)
- WoO 67: Variationer i C-dur över ett tema av von Waldstein (1791-92)
- WoO 74: Variationer över "Ich denke dein", (1799-1803)

#### Övrigt
- WoO 31: Fuga i D-dur för orgel (1783)
- WoO 33:1: Adagio i F-dur för mekanisk orgel (1799)
- WoO 33:2: Allegro i G-dur för mekanisk orgel (1799-1800)
- WoO 33:3: Allegro i G-dur för mekanisk orgel (1799?)
- WoO 33:4: Allegro i C-dur (för mekanisk orgel?, 1794?)
- WoO 33:5: Menuett i C-dur (för mekanisk orgel?, 1794?)
- WoO 35: Kanon i A-dur (1825)
- WoO 160: Två kanon i G-dur och C-dur (1795)
- Hess 107: Marsch i F-dur för mekanisk orgel ("Grenadiermarsch", 1798?)
- Hess 108: "Wellingtons Sieg" (urversion för "panharmonium", 1813)
- Hess 236: Arton tvåstämmiga fugor (1794-95)
- Hess 237: Sju trestämmiga fugor (1794-95)
- Hess 238: Nio fyrstämmiga fugor (1794-95)
- Hess 239: Tre fugor (1794-95)
- Hess 243: Fem dubbelfugor (1794-95)
- Hess 244: Två trippelfugor (1794-95)
- Hess 274: Kanon i G-dur (1802-03)
- Hess 275: Kanon i Ass-dur (1803)
- Biam. 69: Tre kanon i F-dur, F-dur och C-dur (ca 1794)

### Vokal musik
Även om han bara färdigställde en opera, skrev Beethoven mycket vokalmusik, såväl två mässor som andra verk för kör och orkester, (utöver nionde symfonin), vidare skrev han arior, duetter, folksånger (lieder), och en av de första riktiga sångcyklerna.

#### Operor
- Opus 72: Fidelio. Slutliga versionen av "Leonore". Libretto: Joseph Sonnleithner efter ett verk av Jean-Nicolas Bouilly, (1814, uruppförd 1814). Varianter av några avsnitt = Hess 113, 114
  - Leonore (version 1 med Leonoraouvertyr nr 2, 1804-05, uruppförd 1805). Urversioner av några nummer = Hess 111, 121, 122.
  - Leonore (version 2 med Leonoraouvertyr nr 3, 1805-06, uruppförd 1806). Urversion av ett nummer = Hess 112. Se även WoO 2b
  - Leonore (en aldrig fullbordad version 3 med Leonoraouvertyr nr 1, 1807)
- Unv 15=Hess 115: "Vestas Feuer", operafragment (1803)
- Unv 16=Biam. 454: "Macbeth", operafragment (1808)

#### Körverk
- Opus 80: Körfantasi för piano, kör och orkester i c-moll (1808). Text av Christoph Kuffner
- Opus 85: Christus am Ölberge (Kristus på Oljeberget), oratorium (1803-04). Text av Franz Xaver Huber
- Opus 86: Mässa i C-dur (1807)
- Opus 112: Meeresstille und glückliche Fahrt, för kör och orkester (1815). Text av Goethe
- Opus 118: "Elegischer Gesang", för kör och stråkkvartett, (1814)
- Opus 121b: "Opferlied", för sopran, kör och orkester (1823-24). Även i version med pianockaompanjemang (= Hess 91) och i version för kör och orkester (= Biam. 766). Text av Matthisson
- Opus 123: Missa solemnis i D-dur (1822)
- Opus 136: Der glorreiche Augenblick, kantat (för Wienkongressen), (1814). Txt av Alois Weissenbach
- WoO 87: Kantat till kejsar Joseph II:s död, (1790). Text av Severin Anton Averdonk
- WoO 88: Kantat till kejsar Leopold II:s trontillträde, (1790). Text av Averdonk
- WoO 94: "Germanias Wiedergeburt", för kör och orkester, (1814). Text av Georg Friedrich Treitschke
- WoO 95: Chor auf die verbündeten Fürsten (för Wienkongressen), (1814). Text av Carl Joseph Bernard

#### Balettmusik och skådespelsmusik
- Opus 43: "Die Geschöpfe des Prometheus" ("Prometeus skapelser", ouvertyr och balettmusik (1801) . Pianoversion = Hess 90
- Opus 84: Egmont, ouvertyr och skådespelsmusik (1810). "Freudvoll und leidvoll" i 4 olika pianoversioner. Text av Goethe
- Opus 113: Die Ruinen von Aten (Athens ruiner), ouvertyr och skådespelsmusik (1811). Text av August von Kotzebue
- Opus 117: König Stephan (kung Stefan), ouvertyr och skådespelsmusik (1811). Text av Kotzebue
- Opus 124: Die Weihe des Hauses, skådespelsmusik ("Invigningen av (teater)huset", 1822). Bearbetning av opus 113 med några nykomponerade nummer, varav ouvertyren = opus 124, nr 5 = WoO 98 och nr 6 = opus 114. Text av Carl Meisl
- WoO 1: Ritterballett ("Riddarbalett", 1790-91) . Pianoversion = Hess 89
- WoO 96: "Leonore Prohaska", skådespelsmusik, (1815). Text av Johann Friedrich Leopold Duncker
- WoO 97: Es ist vollbracht för bas, kör och orkester (skådespelsmusik till Die Ehrenpforten, (1815). Text av Georg Friedrich Treitschke

#### Konsertarior etc
- Opus 65: "Ah perfido", aria för sopran och orkester, (1795-96). Text av Pietro Metastasio
- Opus 116: "Tremate, empii tremate", tersett för sopran, tenor, bas och orkester, (1814). Text av Niccolò Bettoni
- Opus 122: "Bundeslied", för sångsolister och blåsare (1823-24). Även i version med pianockaompanjemang (= Hess 92). Text av Goethe
- WoO 89: Aria för bas och orkester Prüfung des Küssens, (ca 1790). Även Mozart tonsatte denna text, hans verk är dock inte bevarat
- WoO 90: Aria för bas och orkester Mit Mädeln sich vertragen, (ca 1790). Text av Goethe
- WoO 91: Två arior för Die Schöne Schusterin, (1796). Text av Ignaz Umlauf
  - "O welch ein Leben", för tenor
  - "Soll ein Schuh nicht drücken", för sopran
- WoO 92: Aria för sopran Primo amore, (1795-1800)
- WoO 92a: Aria för sopran No, non turbarti, (ca 1801). Text av Metastasio
- WoO 93: Duett för sopran och tenor Nei giorni tuoi felice, (1802-1803). Text av Metastasio

#### Sånger
| Opus etc.       | Titel                                               | Text                            | År         | Övrigt |
| --------------- | --------------------------------------------------- | ------------------------------- | ---------- | --- |
| Opus 32         | An die Hoffnung                                     | Christoph August Tiedge         | 1805       | Annan tonsättning = opus 94 |
| Opus 46         | Adelaide                                            | Friedrich von Matthisson        | 1794-95    | |
| Opus 48:1       | Bitten                                              | Christian Fürchtegott Gellert   | 1802       | |
| Opus 48:2       | Die Liebe des Nächsten                              | Christian Fürchtegott Gellert   | 1802       | |
| Opus 48:3       | Vom Tode                                            | Christian Fürchtegott Gellert   | 1802       | |
| Opus 48:4       | Die Ehre Gottes aus der Natur ("Die Himmel rühmen") | Christian Fürchtegott Gellert   | 1802       | ibland kallad "Beethovens lovsång" |
| Opus 48:5       | Gottes Macht und Vorsehung                          | Christian Fürchtegott Gellert   | 1802       | |
| Opus 48:6       | Bußlied                                             | Christian Fürchtegott Gellert   | 1802       | Två versioner |
| Opus 52:1       | Urians Reise um die Welt                            | Matthias Claudius               | 1790-92    | med enstämmig kör |
| Opus 52:2       | Feuerfarb'                                          | Sophie Mereau                   | 1792-94    | Urversion =Hess 144 |
| Opus 52:3       | Das Liedchen von der Ruhe                           | Hermann Wilhelm Franz Ueltzen   | 1793       | |
| Opus 52:4       | Maigesang                                           | Johann Wolfgang von Goethe      | 1790-92    | |
| Opus 52:5       | Mollys Abschied                                     | Gottfried August Bürger         | 1790-92    | |
| Opus 52:6       | Die Liebe                                           | Gotthold Ephraim Lessing        | 1790       | |
| Opus 52:7       | Marmotte                                            | Johann Wolfgang von Goethe      | 1790-92    | |
| Opus 52:8       | Das Blümchen Wunderhold                             | Gottfried August Bürger         | 1790-92    | |
| Opus 75:1       | Mignon                                              | Johann Wolfgang von Goethe      | 1809       | |
| Opus 75:2       | Neue Liebe neues Leben                              | Johann Wolfgang von Goethe      | 1809       | |
| Opus 75:3       | Aus Goethes Faust (Mephistos Flohlied)              | Johann Wolfgang von Goethe      | 1809       | "Flohlied" ("Sången om loppan") |
| Opus 75:4       | Gretels Warnung                                     | Gerhard Anton von Halem         | 1809       | Två versioner |
| Opus 75:5       | An den fernen Geliebten                             | Christian Ludwig von Reissig    | 1809       | |
| Opus 75:6       | Der Zufriedene                                      | Christian Ludwig von Reissig    | 1809       | |
| Opus 82:1       | Dimmi ben mio che m'ami                             | ?                               | ca 1809    | "Hoffnung". Två versioner |
| Opus 82:2       | T'intendo sì mio cor                                | Pietro Metastasio               | ca 1809    | "Liebesklage" |
| Opus 82:3       | L'amante impaziente (Arietta buffa)                 | Pietro Metastasio               | ca 1809    | |
| Opus 82:4       | L'amante impaziente (Arietta assai seriosa)         | Pietro Metastasio               | ca 1809    | |
| Opus 82:5       | Odi Laura che dolce sospira                         | Pietro Metastasio               | ca 1809    | "Lebensgenuss" |
| Opus 83:1       | Wonne der Wehmut                                    | Johann Wolfgang von Goethe      | 1810       | Två versioner; den andra = Hess 142 |
| Opus 83:2       | Sehnsucht                                           | Johann Wolfgang von Goethe      | 1810       | |
| Opus 83:3       | Mit einem gemalten Band                             | Johann Wolfgang von Goethe      | 1810       | |
| Opus 88         | Das Glück der Freundschaft                          | ?                               | 1803       | |
| Opus 94         | An die Hoffnung                                     | Christoph August Tiedge         | 1813-15    | Annan tonsättning = opus 32 |
| Opus 98         | An die ferne Geliebte                               | Alois Jeitteles                 | 1815-16    | 1 Auf dem Hügel sitz' ich spähend 2 Wo die Berge so blau 3 Leichte Segler in den Höhen 4 Diese Wolken in den Höhen 5. Es kehret der Maien, es blühet die Au 6 Nimm sie hin denn, diese Lieder |
| Opus 99         | Der Mann von Wort                                   | Friedrich August Kleinschmid    | 1816       | |
| Opus 100        | Merkenstein                                         | Johann Baptist Rupprecht        | 1814       | Duett. Annan tonsättning se WoO 144 |
| Opus 128        | Der Kuss                                            | Christian Felix Weisse          | 1822       | En urversion är komponerad 1798 |
| WoO 74          | Ich denke dein                                      | Friedrich von Matthisson        | 1799       | Med variationer för piano fyra händer. En urversion (= Biam. 176) hade titeln "Nähe des Geliebten".                                                                                           |
| WoO 107         | Schilderung eines Mädchens                          | ?                               | 1783?      | |
| WoO 108         | An einen Säugling                                   | Johann von Döhring?             | 1784?      | |
| WoO 109         | Trinklied                                           | ?                               | 1790?      | |
| WoO 110         | Elegie auf den Tod eines Pudels                     | ?                               | ca 1787    | |
| WoO 111         | Punschlied                                          | ?                               | 1790-92    | |
| WoO 112         | An Laura                                            | Friedrich von Matthisson        | ca 1792    | |
| WoO 113         | Klage                                               | Ludwig Christoph Heinrich Hölty | ca 1790    | Två versioner |
| WoO 114         | Selbstgespräch                                      | Johann Wilhelm Ludwig Gleim     | ca 1792    | |
| WoO 115         | An Minna                                            | ?                               | 1792-93    | |
| WoO 116         | Que le temps me dure                                | Jean-Jacques Rousseau           | 1794       | två versioner |
| WoO 117         | Der freie Mann                                      | Gottlieb Konrad Pfeffel         | 1792-94    | med enstämmig kör. Två versioner; den andra = Hess 146 |
| WoO 118         | Seufzer eines Ungeliebten – Gegenliebe              | Gottfried August Bürger         | 1794-95    | |
| WoO 119         | O care selve                                        | Pietro Metastasio               | ca 1794    | |
| WoO 120         | Man strebt die Flamme zu verhehlen                  | ?                               | ca 1802    | |
| WoO 121         | Abschiedsgesang an Wiens Bürger                     | Josef Friedelberg               | 1796       | |
| WoO 122         | Kriegslied der Österreicher                         | Josef Friedelberg               | 1797       | med enstämmig kör |
| WoO 123         | Zärtliche Liebe                                     | Karl Friedrich Wilhelm Herrosee | ca 1795    | |
| WoO 124         | La partenza                                         | Pietro Metastasio               | ca 1795-96 | |
| WoO 125         | La tiranna                                          | William Wennington              | 1798-99    | |
| WoO 126         | Opferlied                                           | Friedrich von Matthisson        | 1801-02    | Urversion = Hess 145, komponerad 1794 |
| WoO 127         | Neue Liebe, neues Leben                             | Johann Wolfgang von Goethe      | 1798-99    | Urversion av opus 75:2 |
| WoO 128         | Plaisir d'aimer                                     | ?                               | 1798-99    | |
| WoO 129         | Der Wachtelschlag                                   | Samuel Friedrich Sauter         | 1803       | |
| WoO 130         | Gedenke mein!                                       | ?                               | 1820       | En urversion från 1804-05 är inte bevarad |
| WoO 131         | Erlkönig                                            | Johann Wolfgang von Goethe      | ca 1796    | Ofullbordat verk |
| WoO 132         | Als die Geliebte sich trennen wollte                | Stephan von Breuning            | 1806       | |
| WoO 133         | In questa tomba oscura                              | Giuseppe Carpani                | 1806-07    | Två versioner |
| WoO 134         | Sehnsucht                                           | Johann Wolfgang von Goethe      | 1807-08    | Fyra olika tonsättningar. en femte version = Hess |
| WoO 135         | Die laute Klage                                     | Johann Gottfried Herder         | ca 1815    | En urversion är komponerad ca 1809 |
| WoO 136         | Andenken                                            | Friedrich von Matthisson        | 1809       | |
| WoO 137         | Lied aus der Ferne                                  | Christian Ludwig von Reissig    | 1809       | |
| WoO 138         | Der Jüngling in der Fremde                          | Christian Ludwig von Reissig    | 1809       | Musiken skrevs ursprungligen för samma text som WoO 137 |
| WoO 139         | Der Liebende                                        | Christian Ludwig von Reissig    | 1809       | |
| WoO 140         | An die Geliebte                                     | Josef Ludwig Stoll              | 1811-14    | två versioner. Dessutom finns en tredje, onumrerad version i C-dur |
| WoO 141         | Der Gesang der Nachtigall                           | Johann Gottfried Herder         | 1813       | |
| WoO 142         | Der Bardengeist                                     | Franz Rudolf Herrmann           | 1813       | |
| WoO 143         | Des Kriegers Abschied                               | Christian Ludwig von Reissig    | 1814       | |
| WoO 144         | Merkenstein                                         | Johann Baptist Rupprecht        | 1814       | Annan tonsättning se opus 100 |
| WoO 145         | Das Geheimnis (Liebe und Wahrheit)                  | Ignaz Heinrich von Wessenberg   | 1815       | |
| WoO 146         | Sehnsucht                                           | Christian Ludwig von Reissig    | 1816       | |
| WoO 147         | Ruf vom Berge                                       | Georg Friedrich Treitschke      | 1816       | |
| WoO 148         | So oder so                                          | Karl Lappe                      | 1817       | |
| WoO 149         | Resignation                                         | Paul von Haugwitz               | 1817       | |
| WoO 150         | Abendlied unterm gestirnten Himmel                  | Heinrich Goeble                 | 1820       | |
| WoO 151         | Der edle Mensch                                     | Johann Wolfgang von Goethe      | 1823       | |
| Unv 21=Hess 151 | Traute Henriette                                    | ?                               | (1792-93)  | ofullbordat verk |
| Hess 93         | Freudvoll und leidvoll                              | Johann Wolfgang von Goethe      | 1810       | Version med pianoackompanjemang ur "Egmont", opus 84 (A-dur) |
| Hess 94         | Freudvoll und leidvoll                              | Johann Wolfgang von Goethe      | 1810       | Version med pianoackompanjemang ur "Egmont", opus 84 (G-dur) |
| Biam. 529:2     | Freudvoll und leidvoll                              | Johann Wolfgang von Goethe      | 1810       | Version med pianoackompanjemang ur "Egmont", opus 84 (A-dur) |
| Biam. 529:4     | Freudvoll und leidvoll                              | Johann Wolfgang von Goethe      | 1810       | Version med pianoackompanjemang ur "Egmont", opus 84 (F-dur) |
| Hess 143        | An die Freude                                       |                                 | 1793       | Äktheten ifrågasatt |

##### Verk för flera stämmor med eller utan pianoackompanjemang
- WoO 99: Italienska flerstämmiga sånger a cappella (1792-1802). Texter av Metastasio

Verken har omnumrerats i nya utgåvan av Kinsky-Halm. Här listas de efter den nya numreringen, gamla WoO-numreringen och Hess-nummer anges inom parentes:
- - 1 (99:1, Hess 211):Bei labbri che Amore (för sopran & tenor)
  - 2 (99:6, Hess 212): Ma tu tremi (för sopran, alt & tenor)
  - 3 (-, Hess 232): E pur fra le tempeste (fragment)
  - 4 (-, Hess 231): Se mio ben (för sopran & tenor)
  - 5a (99:5b, Hess 227): Giura il nocchier (för sopran, alt & bas)
  - 5b (-, Hess 230): Giura il nocchier (för sopran, alt, tenor & bas)
  - 5c (99:5a, Hess 221): Giura il nocchier (för sopran, alt, tenor & bas)
  - 6 (-, -): Ah, rammenta (tvåstämmig)
  - 7 (99:2, Hess 214): Chi mai di questo core (för sopran, tenor & bas)
  - 8 (99:11, Hess 215): Scrivo in te (för sopran & tenor)
  - 9 (99:9, Hess 216): Per te, d'amico aprile (för sopran, alt & bas)
  - 10a (99:7a, Hess 217): Nei campi e nelle selve (för sopran, alt, tenor & bas)
  - 10b (99:7b, Hess 220):Nei campi e nelle selve (för sopran, alt, tenor & bas)
  - 11a (99:3a, Hess 208): Fra tutte le pene (för tenor & bas)
  - 11b (99:3b, Hess 225/209): Fra tutte le pene (för sopran, alt & tenor)
  - 11c (99:3c, Hess 224/210): Fra tutte le pene (för sopran, alt, tenor & bas)
  - 12a (-, -): Salvo tu vuoi lo sposo (enstämmig)
  - 12b (-, Hess 228): Salvo tu vuoi lo sposo (för sopran & tenor)
  - 13a (99:10b, Hess 218): Quella cetra ah pur tu sei (för sopran, tenor & bas)
  - 13b (99:10c, Hess 219): Quella cetra ah pur tu sei (för sopran, alt, tenor & bas)
  - 13c:( 99:10a, Hess 213): Quella cetra ah pur tu sei (för sopran, alt, tenor & bas)
  - 14a (99:4b, Hess 223): Già la notte s'avvicina (för sopran, alt, tenor & bas)
  - 14b (99:4a, Hess 222): Già la notte s'avvicina (för alt, tenor & bas)
  - 15 (99:12, Hess 226): Silvio amante disperato (för sopran, alt, tenor & bas, fragment)
  - - (99:8, Hess Anh. 52): O care selve (ej autentisk, komponerad av Carl Doblhof-Dier)
- WoO 100: Musikaliskt skämt för kör Lob auf den Dicken (1801)
- WoO 101: Musikaliskt skämt för kör Graf, Graf, liebster Graf (1802)
- WoO 102: Kör för mansstämmor Abschiedsgesang, (1814). Text av Ignaz von Seyfried
- WoO 103: Tersett med pianoackompanjemang Un lieto brindisi, (1814). Text av Clemente Bondi
- WoO 104: Gesang der Mönche från Schillers Wilhelm Tell för tre mansstämmor (1817)
- WoO 105: Hochzeitslied, sång för soloröst, kör och piano (1819). Två versioner; den andra = Hess 124. Text av Anton Joseph Stein
- WoO 106: "Geburtstagskantate" (födelsedagskantat) för sopran, kör & piano; för prins Lobkowitz, (1823). Text av Beethoven

#### Folkvisearrangemang
Folkvisor var mycket populära i början av 1800-talet, och Beethoven var en av många tonsättare som ägnade sig åt att bearbeta sådana. Ackompanjemanget bestod ofta av piano, violin och cello, vilket också gäller för Beethovens bearbetningar, där ej annat anges. De sångtexter som användes var ofta skrivna av "riktiga" poeter, och alltså ej autentisk folkpoesi. Även vad gäller melodierna rör det sig i vissa fall om konstmusik komponerad i folklig stil.
- Opus 108: Tjugofem skotska folkvisor (1815-18)

Äldre versioner finns av samtliga, se Henles utgåva för detaljer
1. Music, love and wine. Text: William Smyth
2. Sunset. Text: Walter Scott
3. Oh sweet were the hours. Text: William Smyth
4. The maid of Isla (tre versioner; en = Hess 200, en annan är onumrerad). Text: Walter Scott
5. The sweetes lad was Jamie. Text: William Smyth
6. Dim, dim is my eye. Text: William Brown
7. Bonnie laddie, highland laddie (tre versioner; en = Hess 201, en annan är onumrerad). Text: James Hogg
8. The lovely lass of Inverness. Text: Robert Burns
9. Behold, my love. Text: Robert Burns
10. Sympathy. Text: William Smyth
11. Oh thou art the lad of my heart (urversion = Hess 202). Text: William Smyth
12. Oh had my fate been joined with thine. Text: Lord Byron
13. Come fill, fill, my good fellow. Text: William Smyth
14. Oh how can I be blithe and glad. Text: Robert Burns
15. O cruel was my father. Text: Alexander Ballantyne
16. Could this ill world have been contrived. Text: James Hogg
17. O Mary at the window be. Text: Robert Burns
18. Enchantress fare well. Text: Walter Scott
19. O swiftly glides the bonny boat. Text: Joanna Baillie
20. When will you come again (urversion = Hess 203). Text: Anne Grant
21. Jeanie's distress. Text: William Smyth
22. The highland watch. Text: James Hogg
23. The shephard's song. Text: Joanna Baillie
24. Again, my lyre. Text: William Smyth
25. Sally in our alley. Text: Henry Carey

I nya utgåvan av Kinsky-Halm har en omnumrering skett inom WoO 152-154 och 156-158. Här följs den nya numreringen, med äldre numrering efter "="-tecknet
- WoO 152-154: 63 irländska folkvisor (nr 1-29 = WoO 152, nr 30-59 = WoO 153, nr 50-63 = WoO 154, allt enligt den nya numreringen). Komponerade 1810-15

1. =152:1 The Return to Ulster. Text: Walter Scott
2. =152:2 Sweet Power of Song. Text: Joanna Baillie
3. =152:3 Once more I hail thee. Text: Robert Burns
4. =152:4 The morning air plays on my face. Text: Joanna Baillie
5. =152:5 On the Massacre of Glencoe (två versioner. Den andra = Hess 192). Text: Walter Scott
6. =152:6 What shall I do to shew how much I love her?
7. =152:7 His boat comes on the sunny tide. Text: Joanna Baillie
8. =152:8 Come draw we round a cheerful ring. Text: Joanna Baillie
9. =152:9 Our bugles sung truce; or The Soldier’s Dream. Text: Thomas Campbell
10. =152:10 The Deserter. Text: John Philpot Curran
11. =152:11 Thou emblem of Faith (Upon returning a ring). Text: John Philpot Curran
12. =152:12 English Bulls; or, The Irishman in London
13. =152:13 Musing on the roaring ocean. Text: Robert Burns
14. =152:14 Dermot and shelah. Text: T. Toms
15. =152:15 Let brain-spinning swains. Text: Alexander Boswell
16. =152:16 Hide not thy anguish. Text: William Smyth
17. =152:17 In vain to this desert my fate I deplore. Text: Anne Grant
18. =152:18 They bid me slight my Dermot Dear. Text: William Smyth
19. =152:19 Wife, Children and Friends. Text: William Robert Spencer
20. =152:20 Farewell bliss and farewell Nancy (två versioner. Den andra = Hess 193). Text: Anne Grant och Robert Burns
21. =152:21 Morning a cruel turmoiler is. Text: Alexander Boswell
22. =152:22 From Garyone, my happy home (två versioner. Den andra = WoO 154:7). Text: T. Toms
23. =152:23 A wand’ring gypsey, Sirs, am I. Text: Peter Pindar
24. =152:24 The Traugh Welcome
25. =152:25 O harp of Erin (två versioner. Den andra = WoO 154:2). Text: David Thomson
26. =153:1 When Eve’s last rays in twilight die. Text: David Thomson
27. =153:2 No riches from his scanty store. Text: Helen Maria Williams
28. =153:3 The British Light Dragoons; or The Plain of Badajos. Text: Walter Scott
29. =153:4 Since greybeards inform us that youth will decay. Text: T. Toms
30. =153:5 I dream'd I lay where flow’rs were springing (två versioner. Den andra = Hess 194). Text: Robert Burns
31. =154:10 The hero may perish. Text: William Smyth
32. =153:6 Sad and luckless was the season. Text: William Smyth
33. =153:7 O soothe me, my lyre. Text: William Smyth
34. =157:8 By the side of the Shannon. Text: William Smyth
35. =153:8 Farewell mirth and hilarity: Norah of Balamagairy. Text: Alexander Boswell
36. =153:9 The kiss, dear maid, thy lip has left. Text: Lord Byron
37. =157:2 The Soldier. Text: William Smyth
38. =153:10 Oh! Thou hapless soldier. Text: William Smyth
39. =154:1 The Elfin Fairies. Text: David Thomson
40. =153:11When far from the home (två versioner. Den andra = Hess 195) . Text: David Thomson
41. =153:12 I’ll praise the saints with early song (två versioner. Den andra = Hess 196) . Text: William Smyth
42. =154:6 Put round the bright wine. Text: William Smyth
43. =157:11 The wandering minstrel. Text: William Smyth
44. =153:13 Sunshine (två versioner. Den andra = Hess 178) . Text: William Smyth
45. =154:5 O who, my dear Dermot. Text: William Smyth
46. =154:4 The pulse of an Irishman. Text: Alexander Boswell
47. =153:14 Paddy O’Rafferty. Text: Alexander Boswell
48. =154:9 O would I were but that sweet linnet (två versioner. Den andra = Hess 198) . Text: William Smyth
49. =153:15 ’Tis but in vain, for nothing thrives (två versioner. Den andra = Hess 197) . Text: William Smyth
50. =154: 8 Save me from the grave and wise. Text: William Smyth
51. =157:6 A health to the brave. Text: John Freeman och Milward Dovaston
52. =154:12 He promised me at parting. Text: William Smyth
53. =153:16 O might I but my Patrick love! . Text: William Smyth
54. =153:17 Come, Darby dear! easy be easy. Text: William Smyth
55. =154:11 The soldier in A Foreign Land. Text: Joanna Baillie
56. =153:18 No more, my Mary, I sigh for splendour. Text: William Smyth
57. =153:19 Judy, lovely matchless creature. Text: Alexander Boswell
58. =153:20 Thy ship must sail, my Henry dear. Text: William Smyth
59. =154:3 The Farewell Song. Text: William Smyth
60. =158/2:7 Lament for Owen Roe O’Neill
61. =158/2:1 Adieu, my Lov’d harp
62. =158/2:2 Castle O’Neill
63. =157:7 Robin Adair (Since all thy vows)

- WoO 155: Tjugosex walesiska folkvisor (1810-12)

1. Sion, The Son of Evan. Text: Anne Grant
2. The Monks of Bangor’s March. Text: Walter Scott
3. The Cottage Maid. Text: William Smyth
4. Love without hope. Text: John Richardson
5. The Golden Robe. Text: Anne Hunter
6. The Fair Maid of Mona. Text: William Smyth
7. O let the night my blushes hide (två versioner) . Text: William Smyth
8. Farewell, thou noisy town. Text: William Smyth
9. To the Aeolian Harp. Text: Anne Hunter
10. Ned Pugh’s Farewell. Text: Anne Hunter
11. Merch Megan; or, Peggy’s Daughter. Text: Anne Hunter
12. Waken, lords and ladies gay. Text: Walter Scott
13. Helpless Woman. Text: Robert Burns
14. The Dream (två versioner. Den andra = Hess 205). Text: Robert Dafydd Gwilym
15. When mortals all to rest retire. Text: William Smyth
16. The Damsels of Cardigan. Text: William Jones
17. The Dairy House. Text: Anne Hunter
18. Sweet Richard. Text: Amelia Opie
19. The Vale of Clwyd. Text: Amelia Opie
20. To the Blackbird (två versioner. Den andra = Hess 206) . Text: Robert Dafydd Gwilym
21. Cupid’s kindness. Text: William Smyth
22. Constancy. Text: Robert Burns
23. My plesant home (The Old Strain). Text: William Smyth
24. Three Hundred Pounds. Text: Richard Llwyd
25. The Parting Kiss. Text: William Smyth
26. Good Night. Text: William Robert Spencer

- WoO 156: 22 skotska folkvisor (1816-18)

1. =158/3:6 /utan titel/
2. =158/2:5 Erin! O Erin!. Text: Thomas Moore
3. =158/2:6 O Mary, ye's be clad in silk
4. =156:6 Highland Harry. Text: Robert Burns
5. =158/2:3 Oh ono chri! (O was not I a weary wight)
6. =158/2:4 Red gleams the sun on yon hill tap. Text: Robert Couper
7. =157:10 Sir Johnnie Cope. Text: Robert Burns
8. =156:9 Sweet Annie (Lochnagar). Text: John Hoadley
9. =156:2 Duncan Grey. Text: Robert Burns
10. =156:8 She's fair and fause (Womankind). Text: Robert Burns
11. =156:11 Auld Lang Syne. Text: Robert Burns
12. =156:12 Dark was the morn (The Quaker’s Wife) . Text: Anne Hunter
13. =156:4 Low down in the broom (Ye shepherds of this pleasant vale) . Text: James Carnegie
14. =158/3:5 From thee, Eliza, I must go. Text: Robert Burns
15. =156:7 Polly Stewart. Text: Robert Burns
16. =157:3 Charlie is my darling
17. =156:3 Up! quit thy bower. Text: Joanna Baillie
18. =156:10 Glencoe. Text: Walter Scott
19. =156:1 The Banner of Buccleuch. Text: Walter Scott
20. =157:9 Highlander’s Lament. Text: Robert Burns
21. =158/3:3 Mark yonder pomp of costly fashion. Text: Robert Burns
22. =158/3:4 Bonnie wee thing. Text: Robert Burns

- WoO 157: Fyra engelska folkvisor (1814-16)

1. =158/3:1 When my hero in court appears. Text: John Gay
2. =156:5 Cease your funning. Text: John Gay
3. =157:1 God save the King. Text: Henry Covey?
4. =157:5 The Miller of Dee

- WoO 158: 29 folkvisor (1816-18)

1. =158/1:1 Ridder Stigs Runer (dansk)
2. =158/1:2 Horch auf, mein Liebchen (tysk). Text av Joachim Perinet. Melodi av Wenzel Müller
3. =158/1:3 Wegen meiner bleib d’Fraula (tysk). Text av Joachim Perinet. Melodi av Wenzel Müller
4. =158/1:4 Wann i in der Früh aufsteh (tyrosk). Text Franz Xaver Tost
5. =158/1:5 Teppichkramer-Lied (tyrolsk). Text: Friedrich Satzenhoven
6. =158/1:6 A Madel, ja a madel (tyrolsk). Text: Friedrich Satzenhoven
7. =158/1:7 Wer solche Buema afipackt (tyrolsk). Text: Emanuel Schikaneder. Melodi av Jakob Haibel
8. =158/1:8 Ih mag di nit nehma (tyrolsk). Text: Friedrich Satzenhoven
9. =158/1:9 Oj, oj upiłem się w karczmie (polsk)
10. =158/1:10 Poszła baba po popiół (polsk)
11. =158/1:11 Yo no quiero embarcarme (spansk)
12. =158/1:12 Seus lindos olhos (portugisisk)
13. =158/1:13 Vo lesotjke komarotjkov mnogo urodilos’ (rysk)
14. =158/1:14 Ach, Retjen’ki retjen’ki (rysk)
15. =158/1:15 Kak posjli nasji podruzjki (rysk)
16. =158/1:16 Schöne Minka, ich muss scheiden (ukrainsk). Text: Christoph August Tiedge
17. =158/1:17 Vaggvisa (Lilla Carl, svensk). Text av Bellman
18. =158/1:18 An ä Bergli bin i gesässe (schweizisk). Text av Goethe
19. =158/1:19 Una paloma blanca (spansk. Två versioner)
20. =158/1:20 Como la mariposa (spansk)
21. =158/1:21 Tiranilla española (spansk)
22. =158/1:22 Édes kínos emlékezet (ungersk). Text: Sándor Kisfaludy
23. =158/1:23 Da brava, Catina (veneziansk)
24. =158/3:2 Non, non, Colette n’est point trompeuse (text och melodi av Rousseau, alltså ingen egentlig folkvisa)
25. =Hess 168 Air Français (utan text)
26. =157:4 O sanctissima (siciliansk)
27. =157:12 La biondina in gondoletta (veneziansk). Text: Johann Gottfried Herder
28. =Hess 133 Das liebe Kätchen (österrikisk, utan violin- och cellostämma). Text: Antonio Lamberti
29. =Hess 134 Der Knabe auf dem Berge (österrikisk, utan violin- och cellostämma)

#### Kanon
- WoO 159: "Im Arm der Liebe", (1795)
- WoO 160: Två kanon utan text, (1795)
- WoO 161: "Ewig dein", (1810)
- (WoO 162: "Ta, ta, ta, lieber Mälzel" (av Anton Schindler?))
- WoO 163: "Kurz ist der Schmerz", (1813)
- WoO 164: "Freundschaft", (1814)
- WoO 165: "Glück zum neuen Jahr", (1815)
- WoO 166: "Kurz ist der Schmerz", (1815)
- WoO 167: "Brauschle linke", (1815)
- WoO 168: 1: "Das Schweigen", (1816)
- WoO 168:2: "Das Reden", (1816)
- WoO 169: "Ich küsse Sie", (1816)
- WoO 170: "Ars longa, vita brevis", (1816)
- (WoO 171: "Glück fehl' dir vor allem" (av Michael Haydn))
- WoO 172: "Ich bitte dich", (ca 1818)
- WoO 173: "Hol' euch der Teufel", (1819)
- WoO 174: "Glaube und hoffe", (1819)
- WoO 175: "Sanct Petrus war ein Fels", (1819)
- WoO 176: "Glück, Glück zum neuen Jahr", (1819)
- WoO 177: "Bester Magistrart, ihr friert" (med obligat kontrabas), (ca 1820)
- WoO 178: "Signor Abate", (ca 1820)
- WoO 179: "Seiner kaiserlichen Hoheit", (1820)
- WoO 180: "Hoffman, Hoffman", (1820)
- WoO 181:1 "Gedenket heute an Baden", (1822)
- WoO 181:2: "Gehabt ewuch wohl", (1822)
- WoO 181:3: Tugend ist kein leerer Name", (1822)
- WoO 182: "O Tobias", (1821)
- WoO 183: "Bester Herr Graf", (1823)
- WoO 184: "Falstafferel", (1823)
- WoO 185: "Edel sei der Mensch", (1823)
- WoO 186: "Te solo adoro", (1824)
- WoO 187: "Schwnke dich", (1824)
- WoO 188: "Gott ist eine feste Burg", (1825)
- WoO 189: "Doktor sperrt das Tor dem Tod", (1825)
- WoO 190: "Ich war hier, Doktor", (1825)
- WoO 191: "Kühl, nicht lau", (1825)
- WoO 192: "Ars longa, vita brevis", (1825)
- WoO 193: "Ars longa, vita brevis", (ca 1825)
- WoO 194: "Si non per portas", (1825)
- WoO 195: "Freu dich des Lebens", (1825)
- WoO 196: "Es muss sein", (1826)
- WoO 197: "Da ist das Werk", (1826)
- WoO 198: "Wir irren allesamt", (1826)
- WoO 203: "Das schöne zu dem Guten", (1825)
- WoO 221=Hess 276: "Herr Graf, ich komme zu fragen", (ca 1797)
- WoO 222=Hess 275: Kanon i Ass-dur, (1803)
- WoO 223=Biam. 752: "Tut auf" (1819-22)
- WoO 224: "Cacatum non est pictum" (1819-23)
- WoO 225=Hess 303: "Grossen Dank für solche Gnade", (1823)
- WoO 226=Hess 260: "Fettlümmerl und Bankert", (1823)
- WoO 227=Hess 277: "Esel aller Esel", (ca 1801)

#### Övrig vokalmusik
- WoO 199: Ich bin der Herr von zu, (1814)
- WoO 200: O Hoffnung!, (1818)
- WoO 201: Ich bin bereit!, (1818)
- WoO 202: Das Schöne zum Guten (1823)
- (WoO 204: Holz, Holz, Geigt die Quartette So (av Karl Holz))
- WoO 205a: "Baron, Baron", (1798)
- WoO 205b: "Allein, allein", (1814)
- WoO 205c: "O Adjutant", (1817)
- WoO 205d: "Wo, wo", (1817)
- WoO 205e: "Erfüllung", (1819)
- WoO 205f: "Scheut euch nicht" (kanon), (1818-22)
- WoO 205g: "Tobias Paternostergässler", (1824)
- WoO 205h: "Tobias", (1825)
- WoO 205i: "Bester Tobias", (1826)
- WoO 205k: "Erster aller Tobiasse", (1826)

## Sorterat efter kataloger
| I denna artikel     |
| används tonnamnen   |
| B♭ och H.           |
| Se olika skrivsätt. |

### Sorterat efter opus-nummer
- Opus 1: Tre pianotrior (1795) 
  - Pianotrio nr 1 i E♭-dur
  - Pianotrio nr 2 i G-dur
  - Pianotrio nr 3 i c-moll
- Opus 2: Tre pianosonater (1796) 
  - Pianosonat nr 1 i f-moll
  - Pianosonat nr 2 i A-dur
  - Pianosonat nr 3 i C-dur
- Opus 3: Stråktrio nr 1 i E♭-dur (1794)
- Opus 4: Stråkkvintett i E♭-dur (1795)
- Opus 5: Två cellosonater (1796) 
  - Cellosonat nr 1 i F-dur
  - Cellosonat nr 2 i g-moll
- Opus 6: Pianosonat i D-dur för fyra händer (1797)
- Opus 7: Pianosonat nr 4 i E♭-dur (1797)
- Opus 8: Stråktrio nr 2 (Serenade) i D-dur (1797)
- Opus 9: Tre stråktrior (1798) 
  - Stråktrio nr 3 i G-dur
  - Stråktrio nr 4 i D-dur
  - Stråktrio nr 5 i c-moll
- Opus 10: Tre pianosonater (1798) 
  - Pianosonat nr 5 i c-moll
  - Pianosonat nr 6 i F-dur
  - Pianosonat nr 7 i D-dur
- Opus 11: Pianotrio nr 4 i B♭-dur, (Gassenhauer), (1797), för klarinett eller violin, cello (ibland fagott) och piano

| I denna artikel     |
| används tonnamnen   |
| B♭ och H.           |
| Se olika skrivsätt. |

- Opus 12: Tre violinsonater (1798) 
  - Violinsonat nr 1 i D-dur
  - Violinsonat nr 2 i A-dur
  - Violinsonat nr 3 i E♭-dur
- Opus 13: Pianosonat nr 8 i c-moll (Pathetique) (1799)
- Opus 14: Två pianosonater (1799) 
  - Pianosonat nr 9 i E-dur
  - Pianosonat nr 10 i G-dur.
- Opus 15: Pianokonsert nr 1 i C-dur (1800)
- Opus 16: Kvintett i Ess-dur för piano och blåsare (1796)
- Opus 17: Hornsonat i F-dur (1800)
- Opus 18: Sex stråkkvartetter (1800) 
  - Stråkkvartett nr 1 i F-dur
  - Stråkkvartett nr 2 i G-dur
  - Stråkkvartett nr 3 i D-dur
  - Stråkkvartett nr 4 i c-moll
  - Stråkkvartett nr 5 i A-dur
  - Stråkkvartett nr 6 i B♭-dur
- Opus 19: Pianokonsert nr 2 i B♭-dur (1795)
- Opus 20: Septett i E♭-dur (1799)
- Opus 21: Symfoni nr 1 i C-dur (1800)
- Opus 22: Pianosonat nr 11 i B♭-dur (1800)
- Opus 23: Violinsonat nr 4 i a-moll (1801)
- Opus 24: Violinsonat nr 5 i F-dur, ("Vårsonaten"), (1801)
- Opus 25: Serenad för flöjt, violin och viola i D-dur (1801)
- Opus 26: Pianosonat nr 12 i Ass-dur (1801)
- Opus 27: Två pianosonater (1801)

| I denna artikel     |
| används tonnamnen   |
| B♭ och H.           |
| Se olika skrivsätt. |

- - Pianosonat nr 13 i E♭-dur
  - Pianosonat nr 14 i c♯-moll (Månskenssonaten)
- Opus 28: Pianosonat nr 15 i D-dur (1801)
- Opus 29: Stråkkvintett i C-dur (1801)
- Opus 30: Tre violinsonater (1803) 
  - Violinsonat nr 6 i A-dur
  - Violinsonat nr 7 i c-moll
  - Violinsonat nr 8 i G-dur
- Opus 31: Tre pianosonater (1802) 
  - Pianosonat nr 16 i G-dur
  - Pianosonat nr 17 i d-moll (Stormen eller "Spöksonaten")
  - Pianosonat nr 18 i E♭-dur (Jaktsonaten)
- Opus 32: Sång - An die Hoffnung (1805)
- Opus 33: Sju bagateller för piano (1802)
- Opus 34: Sex variationer över ett originaltema för piano i F-dur (1802)
- Opus 35: Femton variationer och en fuga för piano, över ett originaltema i E♭-dur (Eroica-variationerna) (1802)
- Opus 36: Symfoni nr 2 D-dur (1803)
- Opus 37: Pianokonsert nr 3 i c-moll (1803)
- Opus 38: Pianotrio nr 8 i Ess-dur (version av opus 20) (1803)
- Opus 39: Två preludier genom alla tolv durtonarterna för piano (1789)
- Opus 40: Romans för violin och orkester nr 1 i G-dur (1802)
- Opus 41: (Serenad för piano och flöjt eller violin i D-dur (1803))[7]
- Opus 42: (Notturno för viola och piano i D-dur) (1803). Arrangemang av opus 8, ej utfört av Beethoven själv
- Opus 43: Die Geschöpfe des Prometheus", balettmusik (1801)
- Opus 44: Pianotrio nr 10, variationer över ett originaltema i E♭-dur, (1792)

| I denna artikel     |
| används tonnamnen   |
| B♭ och H.           |
| Se olika skrivsätt. |

- Opus 45: Tre marscher för piano, 4 händer i C-dur, Ess-dur & D-dur (1803)
- Opus 46: Sång: - Adelaide (1795)
- Opus 47: Violinsonat nr 9 i A-dur ("Kreutzersonaten") (1802)
- Opus 48: Sex sånger "Gellert-sånger" (1802) 
  - Bitten
  - Die Liebe des Nächsten
  - Vom Tode
  - Die Ehre Gottes aus der Natur
  - Gottes Macht und Vorsehung
  - Bußlied
- Opus 49: Två pianosonater (1792) 
  - Pianosonat nr 19 i g-moll
  - Pianosonat nr 20 i G-dur
- Opus 50: Romans för violin och orkester nr 2 i F-dur (1798)
- Opus 51: Två rondon för piano (1797) 
  - Rondo i C-dur
  - Rondo i G-dur
- Opus 52: Åtta sånger (1805) 
  - Urians Reise um die Welt
  - Feuerfarb
  - Das Liedchen von der Ruhe
  - Maigesang
  - Mollys Abschied
  - Die Liebe
  - Marmotte
  - Das Blümchen Wunderhold

| I denna artikel     |
| används tonnamnen   |
| B♭ och H.           |
| Se olika skrivsätt. |

- Opus 53: Pianosonat nr 21 i C-dur, (Waldsteinsonaten), (1803)
- Opus 54: Pianosonat nr 22 i F-dur (1804)
- Opus 55: Symfoni nr 3 i E♭-dur, (Eroica), (1805)
- Opus 56: Trippelkonsert för violin, cello, och piano i C-dur (1805)
- Opus 57: Pianosonat nr 23 i f-moll, (Appassionata), (1805)
- Opus 58: Pianokonsert nr 4 i G-dur (1807)
- Opus 59: Tre stråkkvartetter (Razumovskij) (1806) 
  - Stråkkvartett nr 7 i F-dur
  - Stråkkvartett nr 8 i e-moll
  - Stråkkvartett nr 9 i C-dur,
- Opus 60: Symfoni nr 4 i B♭-dur (1807)
- Opus 61: Violinkonsert i D-dur (1808)
- Opus 62: Ouveryr till Coriolanus i c-moll (1807)
- Opus 63: (Arrangemang av stråkkvintett opus 4, för pianotrio). Ej utfört av Beethoven själv (1806)
- Opus 64: (Arrangemang av stråktrio opus 3, för piano och cello). Ej utfört av Beethoven själv (1807)
- Opus 65: Aria - Ah perfido! (1796)
- Opus 66: 12 variationer för cello och piano i F-dur över Mozarts Ein Mädchen oder Weibchen, Op. 66 (1796)
- Opus 67: Symfoni nr 5 i c-moll (Ödessymfonin) (1808)
- Opus 68: Symfoni nr 6 i F-dur (Pastoralsymfonin) (1808)
- Opus 69: Cellosonat nr 3 i A-dur (1808)
- Opus 70: Två pianotrior (1808) 
  - Pianotrio nr 5 i D-dur (Spöktrion)
  - Pianotrio nr 6 i E♭-dur
- Opus 71: Blåssextett i E♭ (1796)
- Opus 72: Fidelio, opera (cirka 1803-05, omarbetad 1814); den slutgiltiga versionen av "Leonore"
- Opus 72a: "Leonoraouvertyr" nr 2, (1805)
- Opus 72b: "Leonoraouvertyr" nr 3, (1806)
- Opus 73: Pianokonsert nr 5 i E♭-dur, (Kejsarkonserten) (1809)
- Opus 74: Stråkkvartett nr 10 i E♭-dur, (Harpkvartetten) (1809)
- Opus 75: Sex sånger (1809) 
  - Mignon
  - Neue Liebe neues Leben
  - Es war einmal ein König från Goethes Faust
  - Gretels Warnung
  - An die fernen Geliebten
  - Der Zufriedene

| I denna artikel     |
| används tonnamnen   |
| B♭ och H.           |
| Se olika skrivsätt. |

- Opus 76: Sex variationer över ett originaltema för piano i D-dur (1809)
- Opus 77: Fantasi i g-moll för piano (1809)
- Opus 78: Pianosonat nr 24 i F♯-dur (1809)
- Opus 79: Pianosonat nr 25 i G-dur (1809)
- Opus 80: Körfantasi, (Fantasi i c-moll för piano, kör, och orkester) (1808)
- Opus 81a: Pianosonat nr 26 i E♭-dur, (Les Adieux), (1809)
- Opus 81b: Sextett i E♭-dur (1795)
- Opus 82: Fyra ariettor och en duett (1809) 
  - Dimmi, ben mio, che m'ami
  - T'intendo si, mio cor
  - L'amante impaziente (första versionen)
  - L'amante impatiente (andra versionen)
  - Duett: Odi 'laura che dolce sospira
- Opus 83: Tre sånger (1810) 
  - Wonne der Wehmut
  - Sehnsucht
  - Mit einem gemalten Band
- Opus 84: Egmont, skådespelsmusik (1810)
- Opus 85: Oratorium - Christus am Ölberge (Kristus på Oljeberget) (1803)
- Opus 86: Mässa i C-dur (1807)
- Opus 87: Trio för två oboer och engelskt horn i C-dur (1795)
- Opus 88: Sång - Das Glück der Freundschaft (1803)
- Opus 89: Polonäs i C-dur för piano (1814)
- Opus 90: Pianosonat nr 27 i e-moll (1814)
- Opus 91: Wellingtons Sieg (Bataljsymfonin) (1813)
- Opus 92: Symfoni nr 7 i A-dur (1813)
- Opus 93: Symfoni nr 8 i F-dur (1814)
- Opus 94: Sång - An die Hoffnung (1814)
- Opus 95: Stråkkvartett nr 11 i f-moll (Quartetto serioso) (1810)
- Opus 96: Violinsonat nr 10 i G-dur (1812)

| I denna artikel     |
| används tonnamnen   |
| B♭ och H.           |
| Se olika skrivsätt. |

- Opus 97: Pianotrio nr 7 i B♭-dur, (Ärkehertigen), (1811)
- Opus 98: An die ferne Geliebte, sångcykel (1816)
- Opus 99: Sång - Der Mann von Wort (1816)
- Opus 100: Duett - Merkenstein (1814)
- Opus 101: Pianosonat nr 28 i A-dur (1816)
- Opus 102: Två cellosonater (1815) 
  - Cellosonat nr 4 i C-dur
  - Cellosonat nr 5 i D-dur
- Opus 103: Blåsoktett i E♭ (1792)
- Opus 104: Stråkkvintett (version av pianotrio opus 1:3, 1817)
- Opus 105: Sex folkvisor med variationer för piano och flöjt eller violin (1819)
- Opus 106: Pianosonat nr 29 i B♭-dur (Hammarklaversonaten) (1818)
- Opus 107: Tio folkvisor med variationer för piano och flöjt eller violin (1820)
- Opus 108: Tjugofem skotska folkvisor för röst(er) och pianotrio (1818)
- Opus 109: Pianosonat nr 30 i E-dur (1822)
- Opus 110: Pianosonat nr 31 i A♭-dur (1822).
- Opus 111: Pianosonat nr 32 i c-moll (1822)
- Opus 112: Meeresstille und glückliche Fahrt för kör och orkester (1815)
- Opus 113: Die Ruinen von Athen (Athens ruiner), skådespelsmusik (1811)
- Opus 114: Die Weihe des Hauses", marsch och kör till skådespelsmusik (1822). Det mesta av musiken till detta skådespel är lånat från opus 113.
- Opus 115: Zur Namensfeier (Till namnsdagen), ouvertyr i C-dur (1815)
- Opus 116: Tremate, empii, tremate, vokaltrio med orkester (1802)
- Opus 117: König Stephan (kung Stefan), skådespelsmusik (1811)
- Opus 118: Elegischer Gesang för fyra stämmor och stråkkvartett (1814)
- Opus 119: Elva bagateller för piano (1822) (en tolfte bagatell är troligen ett verk av förläggaren Diabelli).
- Opus 120: Trettiotre variationer över en vals av Diabelli för piano i C-dur (Diabelli-variationerna) (1823)
- Opus 121: Pianotrio nr 11 (variationer över Ich bin der Schneider Kakadu) (1803)
- Opus 121b: Opferlied för sopran, kör och orkester (1822)
- Opus 122: Bundeslied för soli, kör och blåsinstrument (1824)
- Opus 123: Missa solemnis i D-dur (1822)
- Opus 124: Die Weihe des Hauses, ouvertyr till skådespelsmusiken (1822)
- Opus 125: Symfoni nr 9 i d-moll (Körsymfonin) (1824)
- Opus 126: Sex bagateller för piano (1823)
- Opus 127: Stråkkvartett nr 12 i E♭-dur (1825)
- Opus 128: Sång - Der Küss (1822)
- Opus 129: Rondo capriccio för piano i G-dur (1795)[8]

| I denna artikel     |
| används tonnamnen   |
| B♭ och H.           |
| Se olika skrivsätt. |

- Opus 130: Stråkkvartett nr 13 i B♭-dur (1825)
- Opus 131: Stråkkvartett nr 14 i c♯-moll (1826)
- Opus 132: Stråkkvartett nr 15 i a-moll (1825)
- Opus 133: Große Fuge i B♭-dur för stråkkvartett, (ursprungligen finalen till opus 130), (1826)
- Opus 134: Große Fuge i B♭-dur, version för fyrhändigt piano (1826)
- Opus 135: Stråkkvartett nr 16 i F-dur (1826)
- Opus 136: Kantat - Der glorreiche Augenblick (1814)
- Opus 137: Fuga för stråkkvintett i D-dur (1817)
- Opus 138: Ouvertyr i C-dur "Leonorouvertyr nr 1", komponerad till en planerad omarbetning av "Leonore", (1807)

### Verk utan opus-nummer
Här följer de verk av Ludwig van Beethoven som inte har något opus-nummer. Dessa verk har istället WoO-nummer (WoO) eller Hess-nummer (H).

### Verk med WoO-nummer

#### Instrumentala Verk: WoO 1-86

##### Orkestermusik

###### Ensam orkester
- WoO 1: Musik zu einem Ritterballett (Musik till en riddarbalett), åtta satser, (1790-91)
- WoO 2a: Triumfmarsch för orkester för Christoph Kuffners tragedi Tarpeja',' (1813)
- WoO 2b: Förspel till akt II av "Leonore", (1805)
- WoO 3: Gratulations-Menuett i Ess dur, (1822)

###### Konserter
- WoO 4: Pianokonsert i E♭-dur, den brukar kallas Beethovens pianokonsert nr 0; fragment (orkesterstämmorna ej bevarade), (1784)
- WoO 5: Violinkonsert i C-dur, endast halva första satsen bevarad (1790-92)
- WoO 6: Rondo i B♭-dur för piano och orkester, fragment (ca 1795)

| I denna artikel     |
| används tonnamnen   |
| B♭ och H.           |
| Se olika skrivsätt. |

###### Danser
- WoO 7: Tolv menuetter för orkester, (1795)
- WoO 8: Tolv tyska danser för orkester (även i version för piano), (1795)
- WoO 9: Sex menuetter för två violiner och cello (ca 1795)
- WoO 10: Sex menuetter för orkester (originalversionen är förlorad, bara ett arrangemang för piano existerar), (ca 1795)
- WoO 11: Sju ländler för två violiner och cello (originalversionen är förlorad, bara ett arrangemang för piano existerar), (1797-98)
- (WoO 12: Tolv menuetter för orkester (tvivelaktiga, förmodligen komponerade av Beethovens bror Carl Beethoven))
- WoO 13: Tolv tyska danser för orkester (originalversionen är förlorad, bara ett arrangemang för piano existerar), (ca 1800)
- WoO 14: Tolv kontradanser för orkester (1800-01)
- WoO 15: Sex ländler för två violiner och cello (även arrangerad för piano), (1802)
- (WoO 16: Tolv ecossäser för orkester (troligen inte autentiska, endast bevarade i pianoversion))
- (WoO 17: Elva Mödlinger Tänze för sju instrument, troligen inte autentiska))

###### Marscher och danser för blåsorkester
- WoO 18: Marsch i F-dur för militärorkester, (1810, trion är tillagd senare)
- WoO 19: Marsch i F-dur för militärorkester, (1810, trion är tillagd senare)
- WoO 20: Marsch i C-dur för militärorkester, (1809-10, trion är tillagd senare)
- WoO 21: Polonäs i D-dur för militärorkester, (1810)
- WoO 22: Ecossäs i D-dur för militärorkester, (1810)
- WoO 23: Ecossäs i G-dur för militärorkester, (ca 1810; originalversionen ej bevarad, endast pianoarrangemang av Carl Czerny existerar)
- WoO 24: Marsch i D-dur för militärorkester, (1816)

###### Kammarmusik utan piano
- WoO 25: Rondo i Ess-dur för 2 oboer, 2 klarinetter, 2 horn och 2 fagotter, (original-finalen i oktetten opus 103), (1792)
- WoO 26: Duo i G-dur för två flöjter, (1792)
- (WoO 27: Tre duetter för klarinett och fagott i C-dur, F-dur och B♭-dur, (äktheten ifrågasatt))
- WoO 28: Variationer i C-dur för två oboer och engelskt horn över Là ci darem la mano från Mozarts opera Don Giovanni, (1796-97)
- WoO 29: Marsch i B♭-dur för 2 klarinetter, 2 horn & 2 fagotter, (1807). Finns även i version för piano
- WoO 30: Tre Equale för fyra basuner, (1812). Vokalarrangemang av dessa framfördes vid Beethovens begravning.[källa behövs]
- WoO 31: Fuga i D-dur för orgel, (1783)
- WoO 32: Duo i Ess-dur för viola och cello, mit zwei obligaten Augengläsern (med två "obligato" glasögon, fragment), (1795-98)
- WoO 33: Fem stycken för orgelverk, (1799)
  - Adagio i F-dur
  - Allegro i G-dur
  - Allegro i G-dur
  - Allegro i C-dur
  - Menuett i C-dur
- WoO 34: Allegro i A-dur för två violiner, (1822)
- WoO 35: Kanon i A-dur för två violiner, (1825)

| I denna artikel     |
| används tonnamnen   |
| B♭ och H.           |
| Se olika skrivsätt. |

###### Kammarmusik med piano
- WoO 36: Tre pianokvartetter, (1785)
  - Pianokvartett i Ess-dur
  - Piankovartett i D-dur
  - Pianokvartett i C-dur
- WoO 37: Trio för flöjt, fagott, och piano i G-dur, (1786)
- WoO 38: Pianotrio nr 8 i E♭-dur, (1790-91)
- WoO 39: Allegretto för Pianotrio i B♭-dur, (1812)
- WoO 40: Tolv variationer i F-dur för piano och violin över Se vuol ballare från Mozarts Figaros bröllop, (1792-93)
- WoO 41: Rondo för piano och violin i G-dur, (1793-94)
- WoO 42: Sex tyska danser för violin och piano, (1795-96)
- WoO 43:1: Sonatin för mandolin och cembalo i c-moll, (1796)
- WoO 43:2: Adagio för mandolin och cembalo i Ess-dur, (1796)
- WoO 44:1: Sonatin för mandolin och piano i C-dur, (1796)
- WoO 44:2: Andante med variationer för mandolin och cembalo i D-dur), (1796)
- WoO 45: Tolv variationer för cello och piano i G-dur över Händels See, the Conqu'ring Hero comes, (1796)
- WoO 46: Sju variationer för cello och piano i E♭-dur över Mozarts Bei Männern welche Liewbe fühlen ur Die Zauberflöte, (1801)

##### Pianoverk för 2 eller 4 händer
| I denna artikel     |
| används tonnamnen   |
| B♭ och H.           |
| Se olika skrivsätt. |

###### Sonater och korta stycken
- WoO 47: Tre Pianosonater (Kurfurste-sonaterna), (1783) 
  - Pianosonat i Ess-dur
  - Pianosoant i f-moll
  - Pianosonat i D-dur
- WoO 48: Rondo för piano i C-dur, (1783)
- WoO 49: Rondo för piano i A-dur, (1783)
- WoO 50: Pianosonatin i F-dur (1788-90)
- WoO 51: Pianosonat i C-dur (1791-92, fragment)
- WoO 52: Presto (bagatell) för piano i c-moll (1797)
- WoO 53: Allegretto för piano i c-moll (1796-98)
- WoO 54: Bagatell ("Lustig-traurig") för piano i C-dur (1790)
- WoO 55: Preludium för piano i f-moll (1787-1803)
- WoO 56: Allegretto (bagatell) för piano i C-dur (1804, rev. 1822)
- WoO 57: Andante Favori, i F-dur, ursprungliga mellansatsen till pianosonat nr 21, (Waldsteinsonaten), (1803-04)
- WoO 58: Kadenser för första och tredje satserna i Mozarts Pianokonsert i d-moll (K. 466), (1802-05)
- WoO 59: Bagatell nr 25 i a-moll, Für Elise (1810)
- WoO 60: Bagatell för piano i B♭-dur (1818)
- WoO 61: Allegretto för piano i h-moll (1821)
- WoO 61a: Allegretto quasi andante i g-moll (1825)
- WoO 62: Stråkkvintett i C-dur (fragment, 1826)

###### Variationer (2)
- WoO 63: Nio variationer i c-moll över en marsch av Ernst Christoph Dressler (1782)
- WoO 64: Sex variationer i F-dur över en schweizisk sång för piano eller harpa (1790)
- WoO 65: Tjugofyra variationer i D-dur över Vincenzio Righinis aria Venni Amore (1801)
- WoO 66: Tretton variationer i A-dur över arian Es war einmal ein alter Mann från Carl Ditter von Dittersdorfs opera Das rote Käppchen (1792)
- WoO 67: Åtta variationer i C-dur för fyrhändigt piano över ett tema av greve Waldstein (1791-92)
- WoO 68: Tolv variationer i C-dur över Menuet a la Vigano från Jakob Haibels balett Le nozze disturbate (1795)
- WoO 69: Nio variationer i A-dur över Quant'e piu bello från Giovanni Paisiellos opera La Molinara (1795)
- WoO 70: Sex variationer i G-dur över Nel cor piu non mi sento från Giovanni Paisiellos opera La Molinara (1795)
- WoO 71: Tolv variationer i A-dur över en rysk dans från Paul Wranitzkys balett Das Waldmädchen (1796)
- WoO 72: Åtta variationer i C-dur över Une fièvre brûlante från André-Ernest-Modeste Grétrys opera Richard Coeur de lion (Rikard Lejonhjärta) (1796–97)
- WoO 73: Tio variationer i B♭-dur över La stessa, la stessissima från Antonio Salieris opera Falstaff (1799)
- WoO 74: Ich denke dein – sång med sex variationer i D-dur med fyrhändigt piano (1799-1803)
- WoO 75: Sju variationer i F-dur över Kind, willst du ruhig schlafen från Peter Winters opera Das unterbrochene Opferfest (1799)
- WoO 76: Åtta variationer i F-dur över Tändeln und scherzen från Franz Xaver Süssmayrs opera Soliman II (1799)
- WoO 77: Sex variationer i G-dur över ett originaltema (1800)
- WoO 78: Sju variationer i C-dur över God Save the King (1803)
- WoO 79: Fem variationer i D-dur över Rule Britannia av Thomas Augustine Arne (1803)
- WoO 80: Trettiotvå variationer över ett originaltema i c-moll (1806)

###### Danser
- WoO 81: Tysk dans i A-dur, (ca 1800)
- WoO 82: Menuett i E♭-dur, (ca 1803)
- WoO 83: Sex ecossäser, (ca 1806)
- WoO 84: Vals i E♭-dur, (1824)
- WoO 85: Vals i D-dur, (1825)
- WoO 86: Ecossäs i E♭-dur, (1825)

#### Vokala verk: WoO 87-205

##### Kantater, kör och arior med orkester
- WoO 87: Kantat till kejsar Joseph II:s död, (1790)
- WoO 88: Kantat till kejsar Leopold II:s trontillträde, (1790)
- WoO 89: Aria för bas och orkester Prüfung des Küssens, (ca 1790). Även Mozart tonsatte denna text, hans verk är dock inte bevarat
- WoO 90: Aria för bas och orkester Mit Mädeln sich vertragen, (ca 1790)
- WoO 91: Två arior för Die Schöne Schusterin, (1796)
  - "O welch ein Leben", för tenor
  - "Soll ein Schuh nicht drücken", för sopran
- WoO 92: Aria för sopran Primo amore, (1795-1800)
- WoO 92a: Aria för sopran No, non turbarti, (ca 1801)
- WoO 93: Duett för sopran och tenor Nei giorni tuoi felice, (1802-1803)
- WoO 94: "Germanias Wiedergeburt", för kör och orkester, (1814). Text av Georg Friedrich Treitschke
- WoO 95: Chor auf die verbündeten Fürsten (för Wienkongressen), (1814)
- WoO 96: Skådespelsmusik till "Leonore Prohaska", (1815)
- WoO 97: Es ist vollbracht för bas, kör och orkester (skådespelsmusik till Die Ehrenpforten, 1815)
- WoO 98: Wo sich die Pulse kör för skådespelsmusiken till "Die Weihe des Hauses", (1822)

##### Verk för flera stämmor med eller utan pianoackompanjemang
- WoO 99: Italienska flerstämmiga sånger a cappella, (1792-1802)
- WoO 100: Musikaliskt skämt för kör Lob auf den Dicken, (1801)
- WoO 101: Musikaliskt skämt för kör Graf, Graf, liebster Graf, (1802)
- WoO 102: Kör för mansstämmor Abschiedsgesang, (1814)
- WoO 103:Tersett med pianoackompanjemang Un lieto Brindisi, (1814)
- WoO 104: Gesang der Mönche från Schillers Wilhelm Tell för tre mansstämmor, (1817)
- WoO 105: Hochzeitslied, Sång för soloröst, kör och piano, (1819)
- WoO 106: "Geburtstagskantate" (födelsedagskantat) för sopran, kör & piano; för prins Lobkowitz, (1823)

##### Lieder och sånger för soloröst och piano
- WoO 107: Schilderung eines Mädchens, (1783)
- WoO 108: An einen Säugling, (1783)
- WoO 109: Trinklied, (ca 1787)
- WoO 110: Elegie auf dem Tod eines Pudels, (ca 1787)
- WoO 111: Punschlied (med kör), (1789-90)
- WoO 112: An Laura, (ca 1790)
- WoO 113: Klage, (1790)
- WoO 114: Selbstgespräch, (1792)
- WoO 115: An Minna, (1792-93)
- WoO 116: Que le temps me dure, (fragment, 1792-93)
- WoO 117: Der freie Mann, (1792-95)
- WoO 118: Seufzer eines Ungeliebten & Gegenliebe, (1794-95)
- WoO 119: O care selve (med kör), (1795)
- WoO 120: Man strebt, die Flamme zu verhelen, (1794-95)
- WoO 121: Abschiedsgesang an Wiens Bürger, (1796)
- WoO 122: Kriegslied der Österreicher (med kör), (1797)
- WoO 123: Ich liebe dich, (ca 1800)
- WoO 124: La partenza, (1797-98)
- WoO 125: La tiranna, (ca 1798)
- WoO 126: Opferlied, (ca 1798)
- WoO 127: Neue Liebe, neues Leben, (1798-99)
- WoO 128: Plaisir d'aimer (fragment), 1799)
- WoO 129: Der Wachtelschlag, (1803)
- WoO 130: Gedenke mein, (1804)
- WoO 131: Erlkönig (fragment), (1809-10)
- WoO 132: Als die Geliebte sich trennen wollte, (1806)
- WoO 133: In questa tomba oscura, (1807)
- WoO 134: Sehnsucht (i fyra versioner), 1807-08)
- WoO 135: Die laute Klage, (1809)
- WoO 136: Andenken, (1809)
- WoO 137: Lied aus der Ferne, (1809)
- WoO 138: Der Jüngling in der Fremde, (1809)
- WoO 139: Der Liebende, (1809)
- WoO 140: An die Geliebte, (1811)
- WoO 141: Der Gesang der Nachtigall, (1813)
- WoO 142: Der Bardengeist, (1813)
- WoO 143: Der Kriegers Abschied, (1814)
- WoO 144: Merkenstein, (1814)
- WoO 145: Das Geheimnis, (1815)
- WoO 146: Sehnsucht, (1815-16)
- WoO 147: Ruf vom Berge, (1816)
- WoO 148: So oder so, (1817)
- WoO 149: Resignation, (1817)
- WoO 150: Abendlied unterm gestirnten Himmel, (1820)
- WoO 151: Der edle Mensch sei hülfreich und gut, (1823)

##### Folksångarrangemang för en eller fler stämmor, med pianotrioackompanjemang
- WoO 152: Tjugofem iriska folksånger
- WoO 153: Tjugo iriska folksånger
- WoO 154: Tolv iriska folksånger
- WoO 155: Tjugosex walesiska folksånger
- WoO 156: Tolv skotska folksånger
- WoO 157: Tolv folksånger från olika länder
- WoO 158a: Tjugotre kontinentala folksånger
- WoO 158b: Sju brittiska folksånger
- WoO 158c: Sex skilda folksånger
- WoO 158d: Air Français

##### Vokala kanon
- WoO 159: "Im Arm der Liebe", (1795)
- WoO 160: Två kanon utan text, (1795)
- WoO 161: "Ewig dein", (1810)
- (WoO 162: "Ta, ta, ta, lieber Mälzel" (av Anton Schindler?))
- WoO 163: "Kurz ist der Schmerz", (1813)
- WoO 164: "Freundschaft", (1814)
- WoO 165: "Glück zum neuen Jahr", (1815)
- WoO 166: "Kurz ist der Schmerz", (1815)
- WoO 167: "Brauschle linke", (1815)
- WoO 168: 1: "Das Schweigen", (1816)
- WoO 168:2: "Das Reden", (1816)
- WoO 169: "Ich küsse Sie", (1816)
- WoO 170: "Ars longa, vita brevis", (1816)
- (WoO 171: "Glück fehl' dir vor allem" (av Michael Haydn))
- WoO 172: "Ich bitte dich", (ca 1818)
- WoO 173: "Hol' euch der Teufel", (1819)
- WoO 174: "Glaube und hoffe", (1819)
- WoO 175: "Sanct Petrus war ein Fels", (1819)
- WoO 176: "Glück, Glück zum neuen Jahr", (1819)
- WoO 177: "Bester Magistrart, ihr friert" (med obligat kontrabas), (ca 1820)
- WoO 178: "Signor Abate", (ca 1820)
- WoO 179: "Seiner kaiserlichen Hoheit", (1820)
- WoO 180: "Hoffman, Hoffman", (1820)
- WoO 181:1 "Gedenket heute an Baden", (1822)
- WoO 181:2: "Gehabt ewuch wohl", (1822)
- WoO 181:3: Tugend ist kein leerer Name", (1822)
- WoO 182: "O Tobias", (1821)
- WoO 183: "Bester Herr Graf", (1823)
- WoO 184: "Falstafferel", (1823)
- WoO 185: "Edel sei der Mensch", (1823)
- WoO 186: "Te solo adoro", (1824)
- WoO 187: "Schwnke dich", (1824)
- WoO 188: "Gott ist eine feste Burg", (1825)
- WoO 189: "Doktor sperrt das Tor dem Tod", (1825)
- WoO 190: "Ich war hier, Doktor", (1825)
- WoO 191: "Kühl, nicht lau", (1825)
- WoO 192: "Ars longa, vita brevis", (1825)
- WoO 193: "Ars longa, vita brevis", (ca 1825)
- WoO 194: "Si non per portas", (1825)
- WoO 195: "Freu dich des Lebens", (1825)
- WoO 196: "Es muss sein", (1826)
- WoO 197: "Da ist das Werk", (1826)
- WoO 198: "Wir irren allesamt", (1826)

##### Musikaliska skämt, parodier och dedikationer
- WoO 199: Ich bin der Herr von zu, (1814)
- WoO 200: O Hoffnung!, (1818)
- WoO 201: Ich bin bereit!, (1818)
- WoO 202: Das Schöne zum Guten (1823)
- WoO 203: "Das schöne zu dem Guten" (gåtkanon), (1825)
- (WoO 204: Holz, Holz, Geigt die Quartette So (av Karl Holz))
- WoO 205a: "Baron, Baron", (1798)
- WoO 205b: "Allein, allein", (1814)
- WoO 205c: "O Adjutant", (1817)
- WoO 205d: "Wo, wo", (1817)
- WoO 205e: "Erfüllung", (1819)
- WoO 205f: "Scheut euch nicht" (kanon), (1818-22)
- WoO 205g: "Tobias Paternostergässler", (1824)
- WoO 205h: "Tobias", (1825)
- WoO 205i: "Bester Tobias", (1826)
- WoO 205k: "Erster aller Tobiasse", (1826)

### Tillägg i nya utgåvan av Kinsky-Halm

#### Verk med WoO-nummer
- WoO 206=Hess 12: Oboekonsert i F-dur (fragment), (1792-93)
- WoO 207=Hess 13: Romanza cantabile i e-moll för piano och orkester (fragment), (1792-93)
- WoO 208=Hess 19: Kvintet i Ess dur för oboe, tre horn och fagott, (ca 1796)
- WoO 209=Hess 88: Menuett i Ass-dur för piano (ca 1794)
- WoO 210: Allegretto i h-moll för stråkkvartett
- WoO 211=Biam. 52: Andante för piano i C-dur (1792-93)
- WoO 212=Hess 61: Angläs i D-dur för piano (ca 1800)
- WoO 213: Fyra bagateller för piano (ca 1800)
  - =Biam. 283: Andante i Dess-dur
  - =Biam. 282: Pianostycke i G-dur
  - =Biam. 284:2: Allegro i G-dur
  - =Biam. 275: Rondo i A-dur
- WoO 214=Hess 69: Allegretto (bagatell) i c-moll för piano, (ca 1797)
- WoO 215=Hess 64: Fuga i C-dur för piano, (ca 1794)
- WoO 216: Två bagateller för piano, (1800)
  - =Hess 73: Bagatell i C-dur
  - =Hess 74: Bagatell i Ess-dur
- WoO 217=Biam. 66: Menuett i F-dur för piano (ca 1794)
- WoO 218=Biam. 74: Menuett i C-dur för piano (1795)
- WoO 219=Hess 68: Vals i c-moll för piano (1803)
- WoO 220=Hess 123: "Kriegslied für die verbündeten Heere" (1814)
- WoO 221=Hess 276: "Herr Graf, ich komme zu fragen" (kanon), (ca 1797)
- WoO 222=Hess 275: Kanon i Ass-dur, (1803)
- WoO 223=Biam. 752: "Tut auf" (kanon, 1819-22)
- WoO 224: "Cacatum non est pictum" (kanon, 1819-23)
- WoO 225=Hess 303: "Grossen Dank für solche Gnade" (kanon), (1823)
- WoO 226=Hess 260: "Fettlümmerl und Bankert" (kanon), (1823)
- WoO 227=Hess 277: "Esel aller Esel" (kanon), (ca 1801)
- WoO 228a: "An Tobias"
- WoO 228b=Hess 285: "Tobias", (1824)

#### Verk med Unv-nummer (ofullbordade verk)
- Unv 1=Hess 298: Symfoni i c-moll (1785)
- Unv 2=Biam. 73: Symfoni i C-dur (1794-95)
- Unv 3=Biam. 838: Symfoni "nr 10" i c-moll (1825-26)
- Unv 4=Biam. 832: Ouvertyr över tonerna B-A-C-H (1823-25)
- Unv 5: Konsert för piano. violin, violoncell och orkester i D-dur (1802)
- Unv 6=Hess 15: Pianokonsert i D-dur (1815)
- Unv 7=Hess 40: Preludium för stråkkvintett i d-moll (1817?)
- Unv 8: Duo för violin och violoncell i Ess dur (1790-92)
- Unv 9=Hess 48: Allegretto för pianotrio i Ess-dur (1790-92)
- Unv 10=Biam. 637: Pianotrio i f-moll (1815)
- Unv 11=Hess 46: Violinsonat i A-dur (1783)
- Unv 12=Biam. 213: Pianostycke i D-dur (1792-93)
- Unv 13: Pianosonat i Ess-dur
- Unv 14: Variationer för piano i A-dur
- Unv 15=Hess 115: "Vestas Feuer", operafragment (1803)
- Unv 16=Biam. 454: "Macbeth", operafragment (1808)
- Unv 17=Hess 317: "Europas Befreiungsstunde", kantat (1814)
- Unv 18=Biam. 477: "Östreich über alles", för kör och orkester (1809)
- Unv 19: Kantat i B♭-dur
- Unv 20: Lamentationes Jeremiae
- Unv 21=Hess 151: "Traute Henriette", sång (1792-93)
- Unv 22=Hess 149: "Rastlose Liebe", sång (1809-10)
- Unv 23=Hess 150: "Heidenröslein", sång (1820)

| I denna artikel     |
| används tonnamnen   |
| B♭ och H.           |
| Se olika skrivsätt. |

### Verk med Anh-nummer (tvivelaktiga och oäkta verk)
- Anh. 1: Symfoni i C-dur ("Jena-symfonin"), av Friedrich Witt
- Anh. 2: Sex Stråkkvartetter i C-dur, G-dur, Ess-dur, f-moll, D-dur, B♭-dur (eventuellt verk av Karl Beethoven)
- Anh. 3: Pianotrio i D-dur (av Karl Beethoven)
- Anh. 4: Flöjtsonat i B♭-dur (anonymt verk som fanns i Beethovens samling)
- Anh. 5: Två pianosonatiner (äktheten ifrågasatt)
- Anh. 6: Rondo för piano i B♭-dur (av Karl Beethoven)
- Anh. 7: Pianokonsert i D-dur (av Johann Joseph Rösler)
- Anh. 8: Tre stycken för piano fyra händer (av Leopold Koželuh)
- Anh. 9: Nio tyska danser för piano fyra händer (ej autentiska)
- Anh. 10: Variationer i B♭-dur för piano över "Ich hab' ein kleines Hüttchen nur" (äktheten ifrågasatt)
- Anh. 11: Marsch för piano i F-dur "Alexandermarsch" (av Louis-Luc Loiseau de Persuis)
- Anh. 12: Marsch för piano i C-dur "Pariser Einzugsmarsch" (av Johann Heinrich Walch)
- Anh. 13: Marsch för piano i f-moll (av Johann Heinrich Walch)
- Anh. 14: Sex valser för piano (nr 1 är av Franz Schubert, inte heller de övriga är autentiska
- Anh. 15: Vals för piano i F-dur (ej autentisk)
- Anh. 16: Fyra valser för piano (ej autentiska)
- Anh. 17: Introduktion och vals för piano i F-dur (ej autentisk)
- Anh. 18: "An sie", sång för 1 röst & piano (eventuellt av Marianne Czegka)

### Verk med Hess-nummer (verk med WoO-nummer, mindre fragment, förlorade eller tvivelaktiga verk ej medtagna)
- H 1: Ursprungligt slut till första satsen av symfoni nr 8
- H 6-9: Varianter av marscherna WoO 18 och 19
- H 12: Oboekonsert i F-dur (endast fragment)
- H 13: Romans i e-moll för 3 solister och orkester
- H 15: Pianokonsert "nr 6" i D-dur (ofullbordad)
- H 19: Blåskvintett i E♭-dur
- H 21: Varianter till septetten opus 20
- H 25: Urversion av stråktrion opus 3
- H 28: Sats i A♭-dur för stråktrio
- H 29: Preludium och fuga för stråkkvartett
- H 30: Preludium och fuga för stråkkvartett
- H 31: Preludium och fuga för stråkkvartett
- H 32: Urversion av stråkkvarteten opus 18:1
- H 33: Menuett i Ass-dur för stråkkvartett
- H 34: Stråkkvartettversion av pianosonaten opus 14 nr 1
- H 36: Fuga av Händel, arrangerad för stråkkvartett
- H 37: Fuga av Mozart (K. 426), arrangerad för orkester
- H 38: Fuga av Bach arrangerad för stråkkvartett
- H 39: Stråkkvintett i F-dur (förlorad)
- H 40: Preludium i d-moll för stråkkvintett
- H 44: Variant av adagio WoO 43:2
- H 46: Violinsonat i A-dur (fragment)
- H 48: Allegretto i E♭-dur för pianotrio
- H 57: Bagatell för piano i C-dur
- H 58-59: Två pianoövningar i B♭-dur och C-dur
- H 61: Angläs i D-dur för piano
- H 64: Fuga i C-dur för piano
- H 65: Konsertutdrag (version av slutet av opus 37)
- H 66: Allegretto i c-moll för piano
- H 67: Två tyska danser för piano
- H 68: Ländler i c-moll för piano
- H 69: Bagatell i c-moll för piano
- H 72: Variationer i A-dur för piano (fragment)
- H 73: Bagatell i C-dur för piano
- H 74: Bagatell i Ess-dur för piano
- H 76-79, 81-85: Kadenser till egna pianokonserter
- H 87: Marsch för piano (version av WoO 29)
- H 88: Menuett för piano (version av Hess 33)
- H 89: Musik zu einem Ritterballett (pianoversion av WoO 1)
- H 90: "Die Geschöpfe des Prometheus" (pianoversion av opus 43)
- H 91: Opferlied (pianoversion av Opus 121b)
- H 92: Bundeslied (pianoversion av Opus 122)
- H 93-95: Freudvoll und leidvoll (versioner med pianoackompanjemang för Opus 84)
- H 97: Wellingtons seger (Bataljsymfonin) (pianoversion av Opus 91)
- H 99: Marsch för piano (version av WoO 18)
- H 100: Tolv tyska danser för piano (version av WoO 8)
- H 101: Tolv menuetter för piano (version av WoO 7)
- H 102: Nio kontradanser för piano (version ur WoO 14)
- H 107: Grenadjärmarsch för mekanisk orgel
- H 108: Wellingtons seger (Bataljsymfonin) (urversion för panharmonicon av opus 91)
- H 109: "Leonore"; version I av "Fidelio"
- H 110: "Leonore"; version II av "Fidelio"
- H 111-114: Varianter till olika nummer av Leonore och Fidelio
- H 115: Vestas Feuer (ofullbordad opera)
- H 118: "Die Weihe des Hauses", skådespelsmusik (delvis omarbetning av opus 113)
- H 121-122: Varianter till Leonore
- H 124: Variant av WoO 105
- H 133: "Das liebe Kätchen", folkvisearrangemang
- H 134 "Der Knabe auf dem Berge", folkvisearrangemang
- H 137: Sång 'Schwinge dich (fragment)
- H 138: "Odorata, o Nice", fragment av sång
- H 139: Sång Minnesold (förlorad)
- H 140: Urversion av opus 82:1
- H 141: Variant av opus 48:6
- H 142: Variant av opus 83:1
- H 143: Sång An die Freude (förlorad)
- H 144: Urversion av opus 52:2
- H 145: Urversion av WoO 126
- H 146: Variant av WoO 117
- H 147: Urversion av opus 128
- H 149: "Rastlose Liebe", sångfragment
- H 150: "Heidenröslein", sångfragmnent
- H 151: "Traute Henriette", sångfragment
- H 152-207: Folksångsättningar
- H 208-232: Italienska flerstämmiga sånger, se WoO 99
- H 233-246: Kontrapunktövningar
- H 263-264: Kanon "Fettlümmerl"
- H 274-277: Fyra kanon
- H 297: Adagio i Ess-dur för tre horn
- H 300-301: Två kanon